# Hans Scharoun

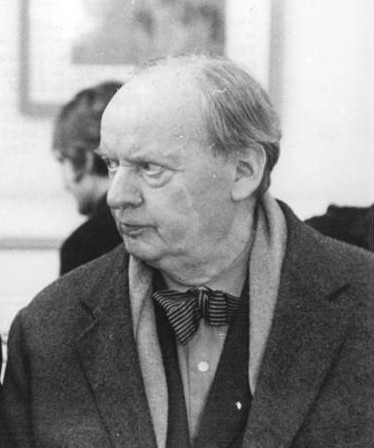
Hans Scharoun (1966)

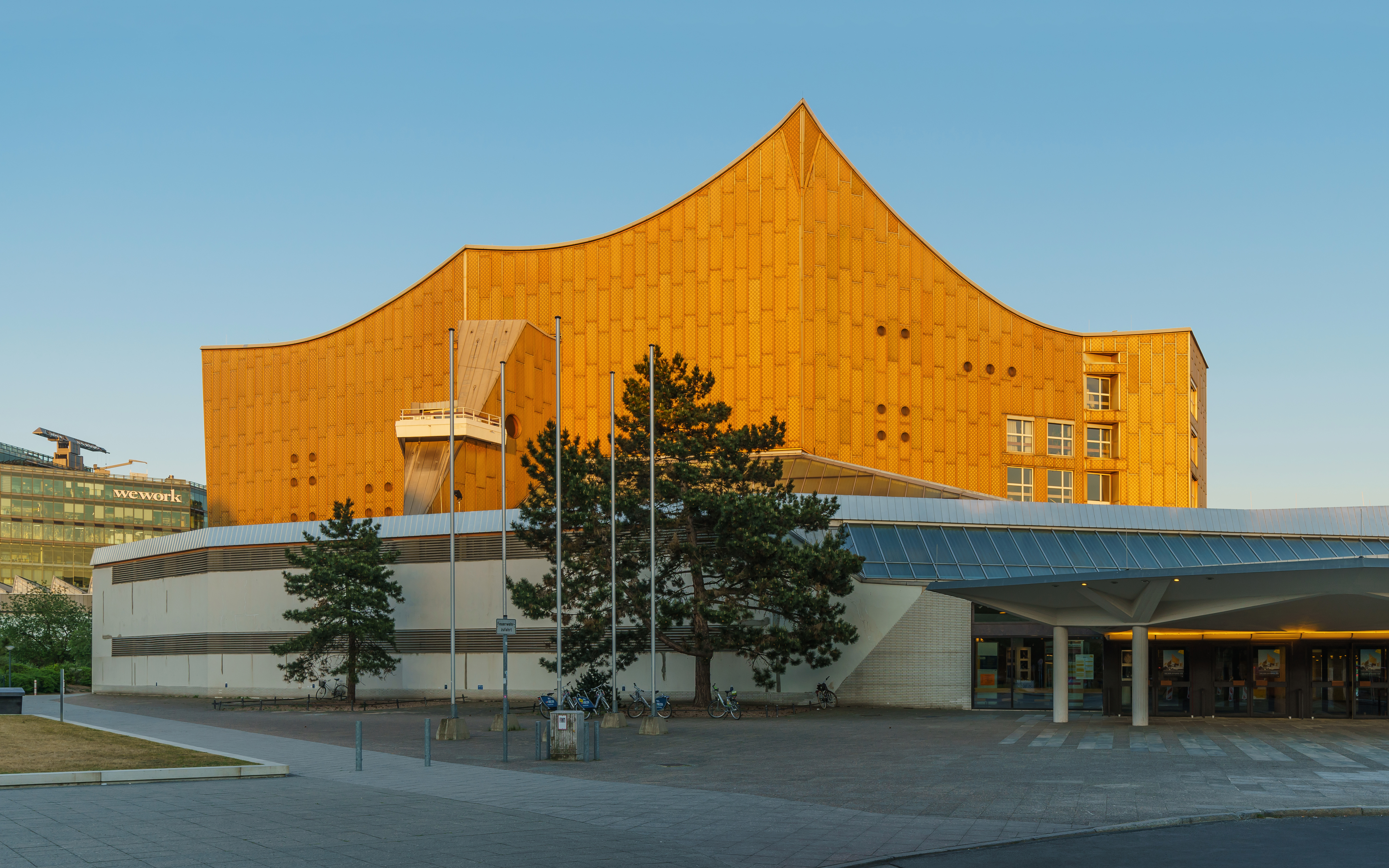
Philharmonie Berlin (erbaut 1956–1963)

Hans Scharoun (vollständiger Name: Bernhard Hans Henry Scharoun; * 20. September 1893 in Bremen; † 25. November 1972 in West-Berlin) war ein deutscher Architekt, Politiker, Hochschullehrer und einer der bedeutendsten Vertreter der organischen Architektur. Er orientierte sich stark an den Gedanken des Architekten Hugo Häring, der den Ansatz entwickelte, die Baugestalt aus dem Wesen der Bauaufgabe abzuleiten. Von 1945 bis 1946 war er als Stadtbaurat Teil des Magistrats von Groß-Berlin.

## Leben

### 1893 bis 1924

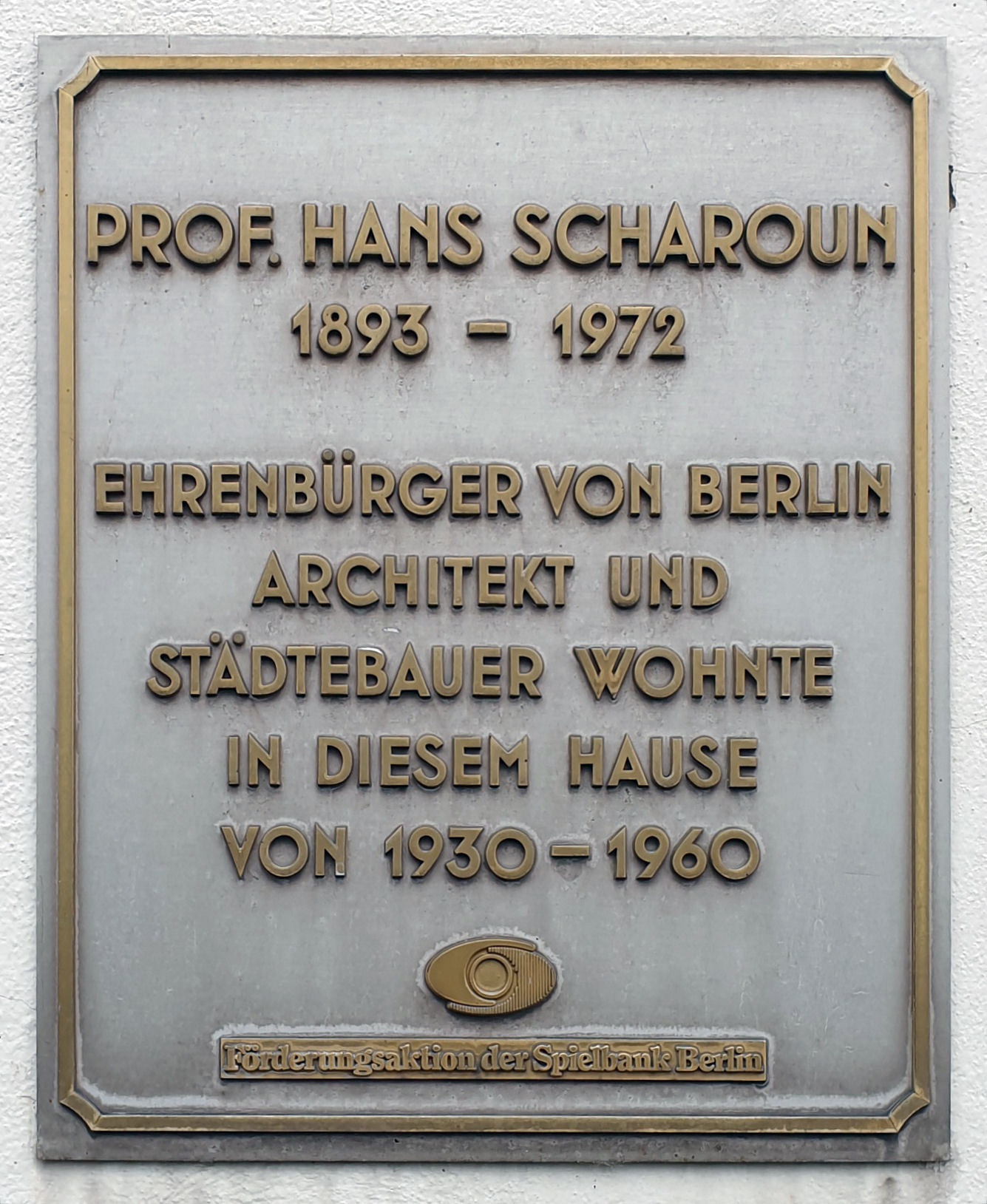
Gedenktafel an seinem ehemaligen Wohnhaus, in Berlin-Siemensstadt

Hans Scharoun war der Sohn eines Kaufmanns, der 1894 nach Bremerhaven zog. Er besuchte das Gymnasium und machte 1912 das Abitur. Sein erstes Interesse für Architektur zeigte er bereits während seiner Schulzeit. Mit sechzehn Jahren entstanden erste Entwürfe, mit achtzehn nahm er erstmals an einem Architektenwettbewerb für die Modernisierung einer Kirche in Bremerhaven teil. Scharoun studierte bis 1914 Architektur an der Technischen Hochschule (Berlin-)Charlottenburg, schloss dieses Studium aber nie ab. 1914 meldete er sich freiwillig zum Dienst im Ersten Weltkrieg. Paul Kruchen, sein Mentor aus Berliner Zeiten, brachte ihn bei der Beratungsstelle Insterburg der Ostpreußenhilfe in einem Wiederaufbau-Programm für Ostpreußen unter. Nach dem Krieg übernahm er 1919 dessen Büro als Freier Architekt in Breslau. Dort und in Insterburg, wo er bereits 1918 ein Büro eröffnet hatte, realisierte er zahlreiche Projekte und organisierte Kunstausstellungen wie die erste Ausstellung der expressionistischen Künstlergruppe Brücke in Ostpreußen.

### 1925 bis 1932
An der Breslauer Akademie für Kunst und Kunstgewerbe erhielt er 1925 eine Professur und unterrichtete bis zu deren Schließung 1932. Bereits 1919 hatte er sich dem expressionistischen Architektenkreis Gläserne Kette von Bruno Taut angeschlossen, 1926 trat er der Architektenvereinigung Der Ring bei. 1927 baute Scharoun ein Wohnhaus in der Stuttgarter Weißenhofsiedlung. Ende der 1920er Jahre war er für den Bebauungsplan der Großsiedlung Siemensstadt in Berlin verantwortlich und errichtete in Breslau ein Ledigenheim. Ausgehend von Hugo Härings Theorie des neuen Bauens vertrat Scharoun einen Architekturbegriff, der sich vom Rationalismus und von vorgefertigten Formschemata löste, um das Gebäude jeweils aus einem besonderen Funktionscharakter heraus zu entwickeln. Dabei spielte die Gestaltung des sozialen Lebensraums eine zentrale Rolle. 

### 1933 bis 1945

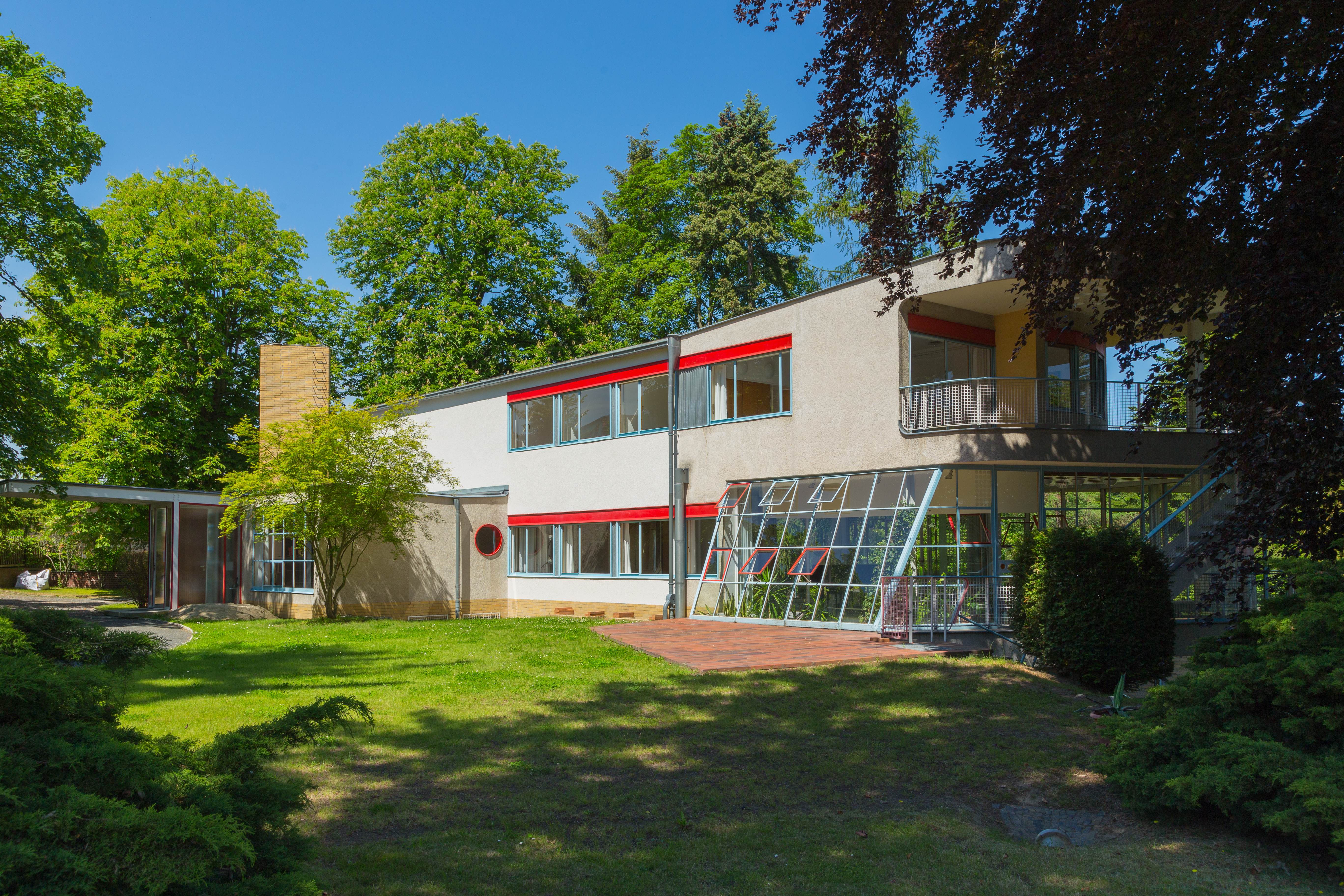
Haus Schminke von 1933 in Löbau, Sachsen (Foto: 2020)

1932 zog Scharoun endgültig nach Berlin. Während der Zeit des Nationalsozialismus blieb er in Deutschland, während viele seiner Freunde und Kollegen aus der Gläsernen Kette oder dem Ring ins Ausland gingen. Von 1932 bis zu seiner Ausbombung 1943 hatte er sein Büro in der Passauer Straße, nahe der Tauentzienstraße. In dieser Zeit baute er nur einige Einfamilienhäuser, darunter 1933 das bemerkenswerte Haus Schminke im sächsischen Löbau.
Die folgenden Häuser musste er nach außen den politisch bestimmten Bauvorschriften anpassen, im Inneren zeigen sie die typisch scharounschen Raumfolgen. Während des Krieges war er mit der Beseitigung von Fliegerschäden beschäftigt. Seine architektonischen Ideen und Visionen hielt er heimlich auf zahlreichen Aquarellen fest. Mit diesen imaginären Architekturen bereitete er sich geistig auf eine Zeit nach dem Nationalsozialismus vor.

### Stadtbaurat in Berlin (1945–1946)
Nach der Kapitulation der Wehrmacht und damit dem Kriegsende in Europa setzte die Sowjetische Militäradministration bereits am 19. Mai 1945 einen antifaschistischen Magistrat für das gesamte Stadtgebiet von Groß-Berlin ein. Im Magistrat Werner war Scharoun als Stadtbaurat Leiter der Abteilung Bau- und Wohnungswesen und in diesem Amt für die Ausarbeitung eines Wiederaufbaukonzepts für die stark zerstörte Stadt verantwortlich. In der Ruine des Berliner Stadtschlosses stellte er Mitte 1946 in einer Ausstellung unter dem Titel „Berlin plant — Erster Bericht“ seine Vorstellungen für den Wiederaufbau der Stadt vor. Sein sogenannter „Kollektivplan“ orientierte sich an der Charta von Athen und sah einen nahezu vollständigen Abriss der vorhandenen Restbebauung und einen Neuaufbau in einer Art Gitterstruktur von Hauptverkehrsstraßen vor, um durch eine gleichmäßige Wohndichte und strikte Funktionstrennung eine soziale Angleichung zu ermöglichen. Die Zwischenräume sollten als „Stadtlandschaft“ ein Gegenbild zur Mietskasernenstadt des vorigen Jahrhunderts darstellen. Als Grundeinheiten waren dabei sogenannte „Wohnzellen“ vorgesehen, die Wohnraum für jeweils rund 5.000 Einwohner und entsprechende öffentliche Einrichtungen vorsahen. Der Plan führte zu einer äußerst kontroversen Diskussion und stieß auf viel Unverständnis.
Alsbald geriet Scharoun zwischen die politischen Fronten der sich abzeichnenden Teilung der Stadt. Nach den ersten freien Wahlen in Berlin am 20. Oktober 1946 trat der Magistrat Ostrowski am 5. Dezember 1946 seine Arbeit an. Scharouns Nachfolger als Stadtbaurat wurde der konservative Architekt Karl Bonatz, und Scharoun wurde 1947 auf eine Professur für Städtebau an der Fakultät für Architektur an der Technischen Universität Berlin berufen.
Am 30. November 1948 konstituierte sich im sowjetischen Sektor (Ost-Berlin) ein „Demokratischer Magistrat“, dem bis 1967 Oberbürgermeister Friedrich Ebert junior vorstand. Obwohl dieser den Kollektivplan Scharouns unterstützte und er 1949 sogar als Generalbebauungsplan für das „Demokratische Berlin“, später „Berlin, Hauptstadt der DDR“ umgesetzt werden sollte, kam es schließlich nicht soweit: Scharoun baute mit Ludmilla Herzenstein, Karl Brockschmidt und Helmut Riedel 1949 bis 1951 die fünfstöckigen Laubenganghäuser (Berlin-Friedrichshain) in der Berliner Karl-Marx-Allee 102/104 und 126/128 (denkmalgeschützt) und blieb dem Neuen Bauen verpflichtet, dessen strenge und funktionalistische Architektur von der SED als bourgeois, dekadent und formalistisch abgelehnt wurde. Die politische Führung der DDR forderte entsprechend den 16 Grundsätzen des Städtebaus eine Antikultur zum Internationalen Stil des Kapitalismus. Die Stalinallee wurde schließlich in neoklassizistischen Formen (mit Anleihen beim sozialistischen Zuckerbäckerstil und beim Schinkel’schen Klassizismus) gebaut; hauptverantwortlich hierfür zeichnete Hermann Henselmann, der ursprünglich ebenfalls in der Tradition des Neuen Bauens stand.
Noch bis 1950 leitete Scharoun das Institut für Bauwesen der Deutschen Akademie der Wissenschaften in Berlin-Ost, wo im Rahmen der Neugestaltung des Stadtteils Friedrichshain eine der Wohnzellen (gedacht als städtebauliche Grundeinheit ohne Fahrstraßen) ausgearbeitet wurde. Von seinen Entwürfen wurden allerdings nur die zwei oben genannten Gebäude realisiert. Die locker gegliederte Wohnzelle mit Wochenmarkt sowie Ein- und Zweifamilienhäusern fiel den oben genannten geänderten städtebaulichen Leitbildern der SED-Führung zum Opfer. Ende 1950 wurden das Institut für Bauwesen der DAW und das Institut für Städtebau und Hochbau des Ministeriums für Aufbau zur Deutschen Bauakademie vereinigt, deren Präsidentschaft der stalinistische Architekturfunktionär Kurt Liebknecht übernahm. Damit endete Scharouns Tätigkeit in Berlin-Ost.

### Nachkriegszeit und Spätwerk (1947–1972)

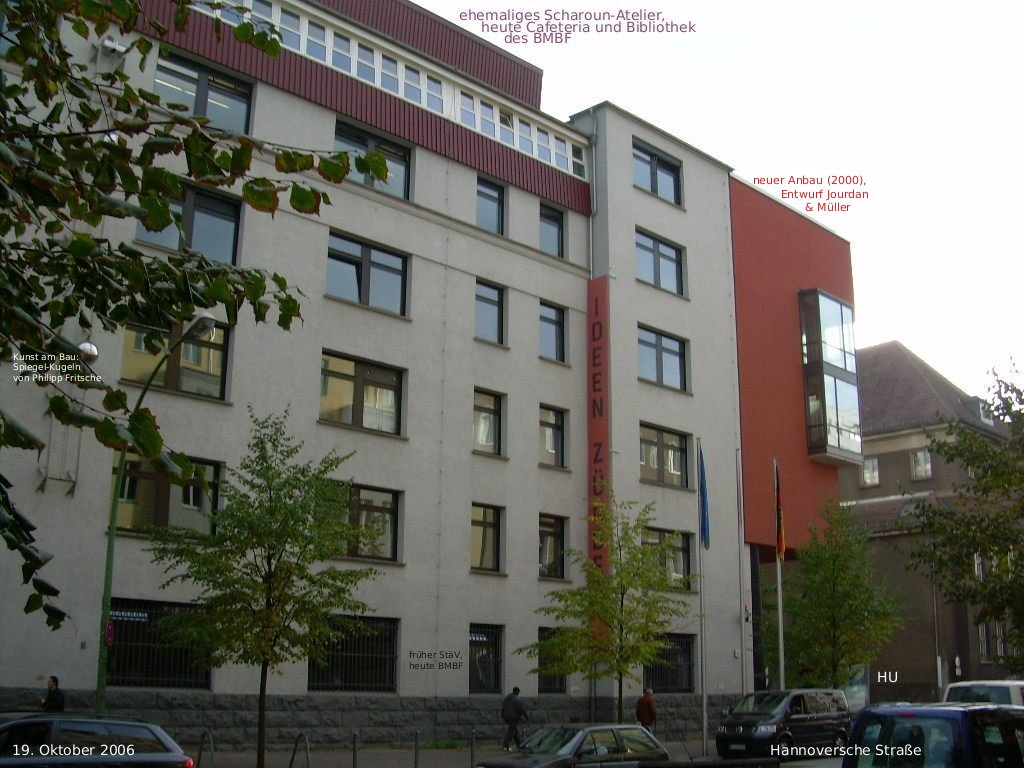
Ehemalige Ständige Vertretung der Bundesrepublik Deutschland bei der DDR mit aufgesetztem Scharoun-Atelier, Berlin-Mitte, Hannoversche Straße 28–30 (2006)

Außerhalb seiner Pläne zur Stadtplanung Berlins war Scharoun erfolgreicher, wenngleich sich dieser Erfolg zunächst nur sehr schleppend einstellte. Aus historischen Gründen hervorzuheben ist sein Projekt Berlin-Mitte, Hannoversche Straße 28–30. Das Grundstück war seit dem 18. Jahrhundert Kasernenstandort, 1948 übergab die Sowjetische Militäradministration in Deutschland (SMAD) das im Krieg leicht beschädigte Haus der Deutschen Akademie der Wissenschaften zu Berlin (DAW). 1949 baute Scharoun ein aufgekoffertes Dachgeschoss als Atelier; es diente dem Institut für Bauwesen der DAW, das von Scharoun geleitet wurde. Die Bauarbeiten standen unter der Verantwortung von Oberbauleiter Wagner, der hierbei von dem damaligen Praktikanten und späteren Architekten Claus-Peter Werner unterstützt wurde. Mit ihrer Gründung bezog die Deutsche Bauakademie hier ihren Sitz. 1973 räumte die Bauakademie der DDR das Haus, das dann zur Ständigen Vertretung der Bundesrepublik Deutschland bei der DDR umgebaut wurde.
In Wettbewerben gewann Scharoun bis 1955 fünfmal den ersten Preis, allerdings wurde kein einziger dieser Entwürfe jemals realisiert. Dazu gehören die Liederhalle in Stuttgart 1949, das Theater in Kassel 1952 und die Stadthalle in Bremen 1955. Erst der Neubau der berühmten Philharmonie in Berlin, an dessen Wettbewerb er sich im Sommer 1956 beteiligte, sollte Scharouns erster Wettbewerbserfolg werden, der auch tatsächlich umgesetzt wurde (Bauzeit: 1956–1963). Ein terrassenartig angelegter Zuschauerraum mit insgesamt 2200 Sitzplätzen umgibt die in der Mitte des Raumes sechseckig angelegte Bühne. Die außergewöhnliche Gestalt gewährleistet eine optimale Akustik und soll, so Hans Scharoun, „die Beziehung: Mensch, Raum, Musik“ realisieren. Dabei verglich er die Anordnung der Sitzreihen mit „Weinbergen an den Hängen eines breiten Tales“.
Auch in anderen exemplarischen Bauten konnte er sein Architekturverständnis verwirklichen, z. B. in der Stuttgarter Hochhausgruppe Romeo und Julia (1954–1959), in Böblingen in den sieben Gebäuden der Wohnsiedlung Rauher Kapf (1963–1966) und dem Orplid-Hochhaus (1967–1971), in der Geschwister-Scholl-Gesamtschule in Lünen (1956–1962) und in der Volksschule in Marl (1960–1968), die im Mai 2008 in Scharoun-Schule Marl umbenannt wurde. Allen Gebäuden ist der neuartige Zugang zu einer überaus phantasievollen und sozial differenzierten Raumorganisation gemeinsam. Die Schule ist wie eine kleine kind- und jugendgerechte Stadt geplant, die Hochhausgruppe zeigt eine vielgestaltige Raum- und Funktionsaufteilung. Die Berliner Philharmonie schließlich, die international als einer der gelungensten Bauten ihrer Art gilt, ist Scharouns Hauptwerk. Um das Zentrum des Musikpodiums steigen terrassenförmig und unregelmäßig die Ränge der Zuschauer an, die Decke schichtet sich wie ein zeltartiges Firmament über die architektonische Landschaft.
Das Gebäude der Deutschen Botschaft in Brasília (1963–1969) blieb das einzige Gebäude, das Scharoun außerhalb Deutschlands baute.
Zu seinen späten Werken zählt der südöstliche Flachbau (Kurzbezeichnung: SO) des Bereiches Architektur an der Technischen Universität Berlin. Die äußere Fassade des Gebäudes ist mit gespaltenen Platten aus Theumaer Fruchtschiefer verkleidet. Seinen konkreten Bezug zu Bau- und Dekorationsgesteinen verwirklichte Scharoun in einem funktional bestimmten Raumdetail mittels einer Wandgestaltung im Erdgeschossfoyer. An einer langen Wand sind großformatige Natursteintafeln sichtbar, wobei jede aus einer anderen Werksteinsorte besteht. Die Auswahl und die Anordnung der 40 Mustertafeln beruht auf Vorgaben von Hans Scharoun. Diese zu Lehrzwecken konzipierte Schauwand präsentiert einschließlich seitlicher Flächen 20 Bau- und Dekorationsgesteine aus Deutschland, Italien und Frankreich. Die meisten Sorten werden mit zwei Tafeln dargestellt, um auf ausgewählte Untersorten oder Materialschwankungen zu verweisen. Diese Schaufläche ist später mit einer Informationsvitrine und großen Anschlagtafel teilweise verdeckt worden. Die Gesteinssorten mussten wegen unvollständiger Beschriftung zur Herstellung ihrer Gesamtaussage nachträglich erneut bestimmt werden.

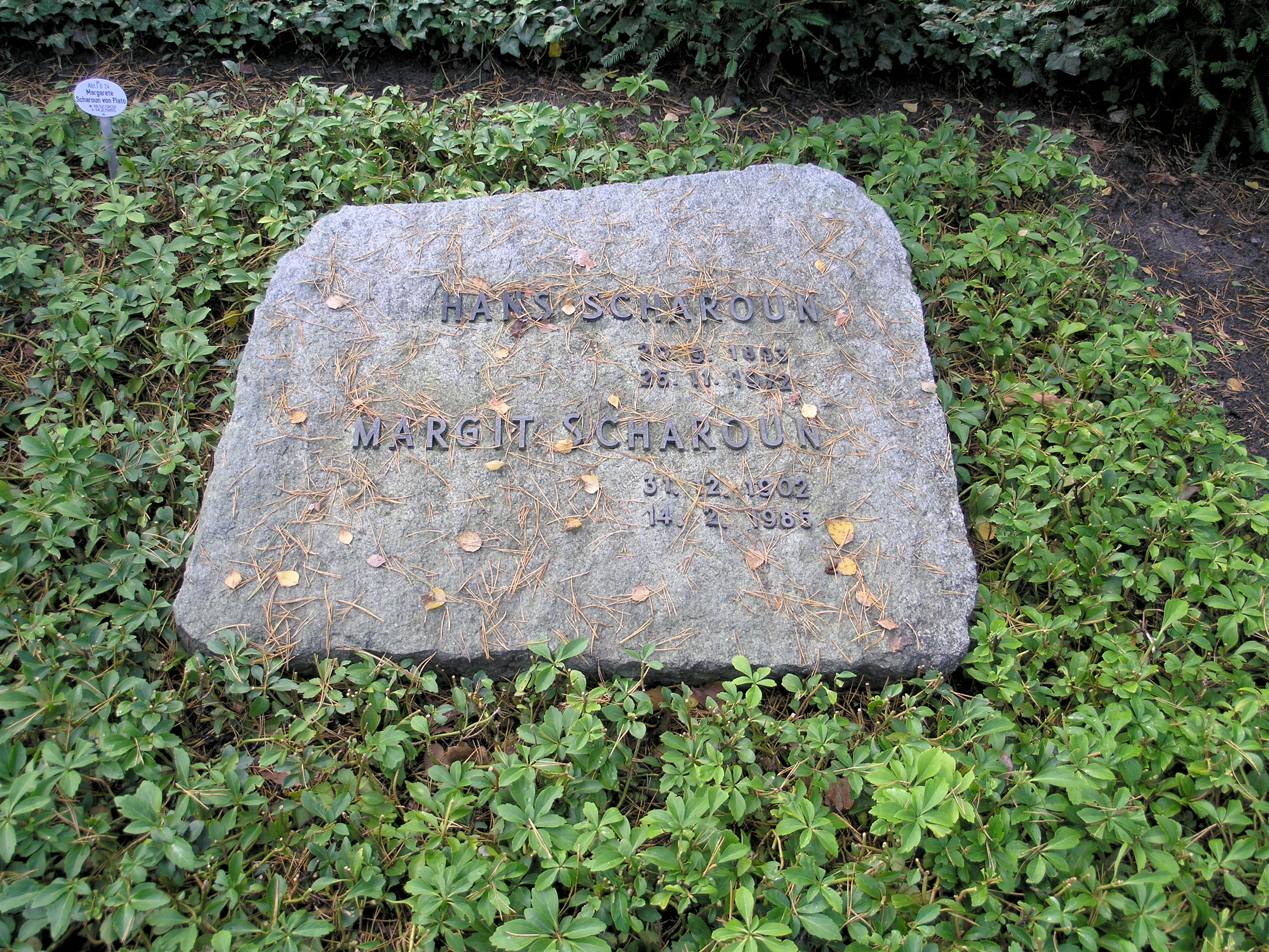
Hans Scharouns Ehrengrab auf dem Waldfriedhof Zehlendorf

Von 1955 bis 1968 war er Präsident der Berliner Akademie der Künste (West), ab 1968 ihr Ehrenpräsident.
Er war ein Gründungsmitglied der Paul-Hindemith-Gesellschaft in Berlin.
Scharoun starb 1972. Er wurde auf dem Waldfriedhof Zehlendorf in Berlin-Nikolassee in der Abt. C.R. 6 (alt: I-U-24) in einem Ehrengrab des Landes Berlin beigesetzt.

### Nach 1972
Einige der wichtigsten Bauten von Scharoun wurden erst nach seinem Tod fertiggestellt. Dazu gehören das Deutsche Schifffahrtsmuseum (1975) in seiner Heimatstadt Bremerhaven, das Theater in Wolfsburg (1973) und das Gebäude der Staatsbibliothek Stiftung Preußischer Kulturbesitz in Berlin (1978, gegenüber der Philharmonie).
Die Umsetzung des berühmten Bibliotheksgebäudes nahm (wie schon zu früheren Zeiten) eine für Scharoun unglückliche Wendung; 1969 wurde seinem Büro die Bauleitung entzogen und sein Aufgabenbereich wurde auf „künstlerische Oberleitung“ eingegrenzt. Die Fertigstellung des Gebäudes erlebte Scharoun nicht mehr mit, die Leitung wurde nach seinem Tod 1972 von seinem engen Mitarbeiter Edgar Wisniewski fortgeführt, mit dem er bereits bei der Planung zusammengearbeitet hatte. Erst sechs Jahre später wurde die Bibliothek schließlich eröffnet.
Die Erweiterung der Berliner Philharmonie um den Kammermusiksaal, die Staatsbibliothek und das Staatliche Institut für Musikforschung Preußischer Kulturbesitz mit Musikinstrumentenmuseum entstanden unter der Leitung seines Büropartners Edgar Wisniewski, der das Büro nach Scharouns Tod weiterführte. Die Fassade der Philharmonie wurde 1978–1979 mit einer Verkleidung aus goldeloxierten Aluminiumplatten versehen, wie sie auch das Magazin der Staatsbibliothek ziert. Eine (ähnliche) Außenverkleidung war zwar bereits ursprünglich geplant gewesen, dann aber aus Kostengründen nicht ausgeführt worden, stattdessen wurde der Sichtbeton weiß und ocker angestrichen. Nach der Wiedervereinigung Berlins wurden der östlich des Kulturforums anschließende Potsdamer Platz neu bebaut, weshalb Scharouns städtebauliche Planungen des angrenzenden Kulturforums zu den Akten gelegt wurden. Bis heute dauert die Debatte um die weitere Bebauung des Areals um die Matthäikirche an.

## Würdigungen

### Auszeichnungen und Ehrungen
- 1954 Ehrendoktor der Technischen Universität Berlin
- 1954 Fritz-Schumacher-Preis, Hamburg
- 1955 Berliner Kunstpreis
- 1958 Bronzeplakette der Freien Akademie der Künste Hamburg
- 1959 Großes Bundesverdienstkreuz
- 1962 Ehrensenator der Technischen Universität Berlin
- 1964 Großer Preis des Bundes Deutscher Architekten
- 1965 Ehrendoktorwürde der Universität Rom
- 1965 Auguste-Perret-Preis
- 1969 Ehrenbürgerwürde der Stadt Berlin
- 1970 Erasmuspreis
- 1983 Mitglieder der Berliner Philharmoniker gründen das Scharoun-Ensemble[11]

### Straßen, Plätze und Gebäude, die nach Scharoun benannt sind
- Scharounplatz am Kulturforum Berlin; er wurde 2019 eröffnet.[12]
- Hans-Scharoun-Platz, Stuttgart-Rot
- Hans-Scharoun-Platz, Bremerhaven
- Scharounstraße, Berlin-Tiergarten
- Scharounschule, Marl

## Werke (Auswahl)

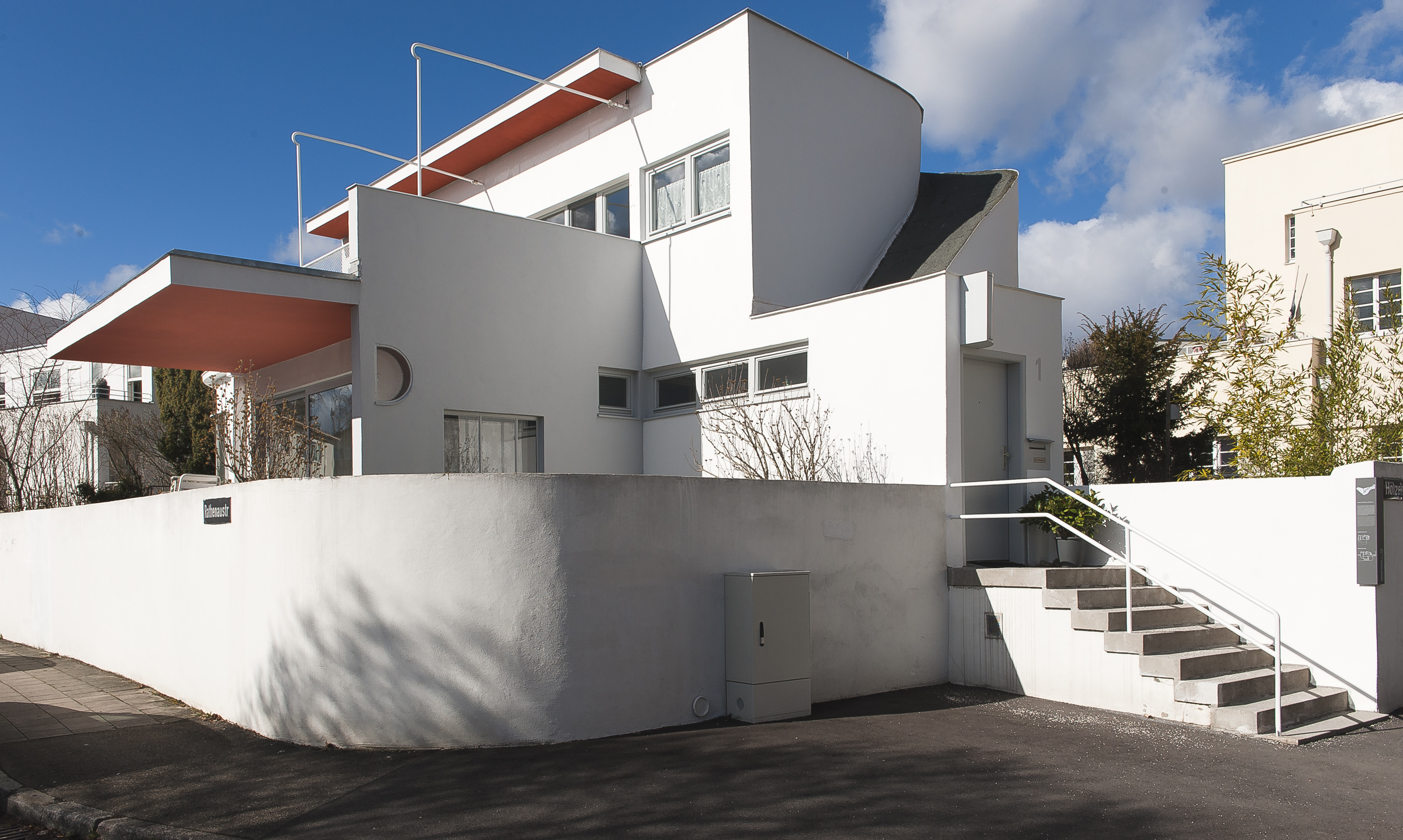
Wohnhaus Weißenhofsiedlung Stuttgart
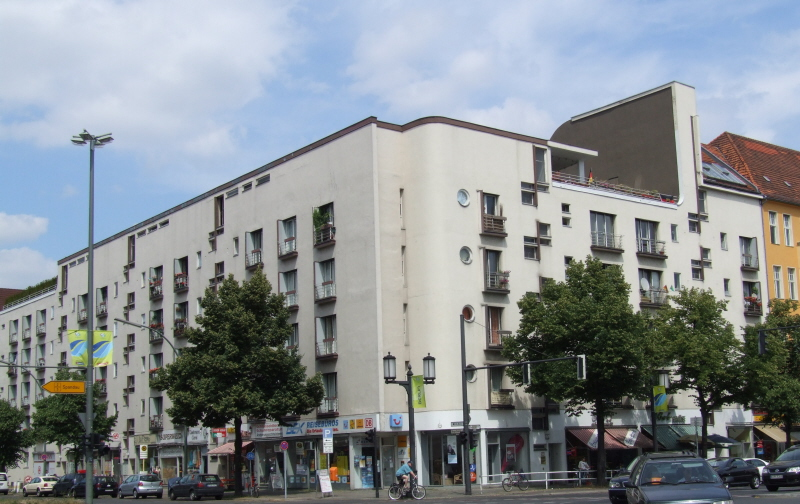
Apartmenthaus am Kaiserdamm 25, Berlin-Westend (1928–1929)
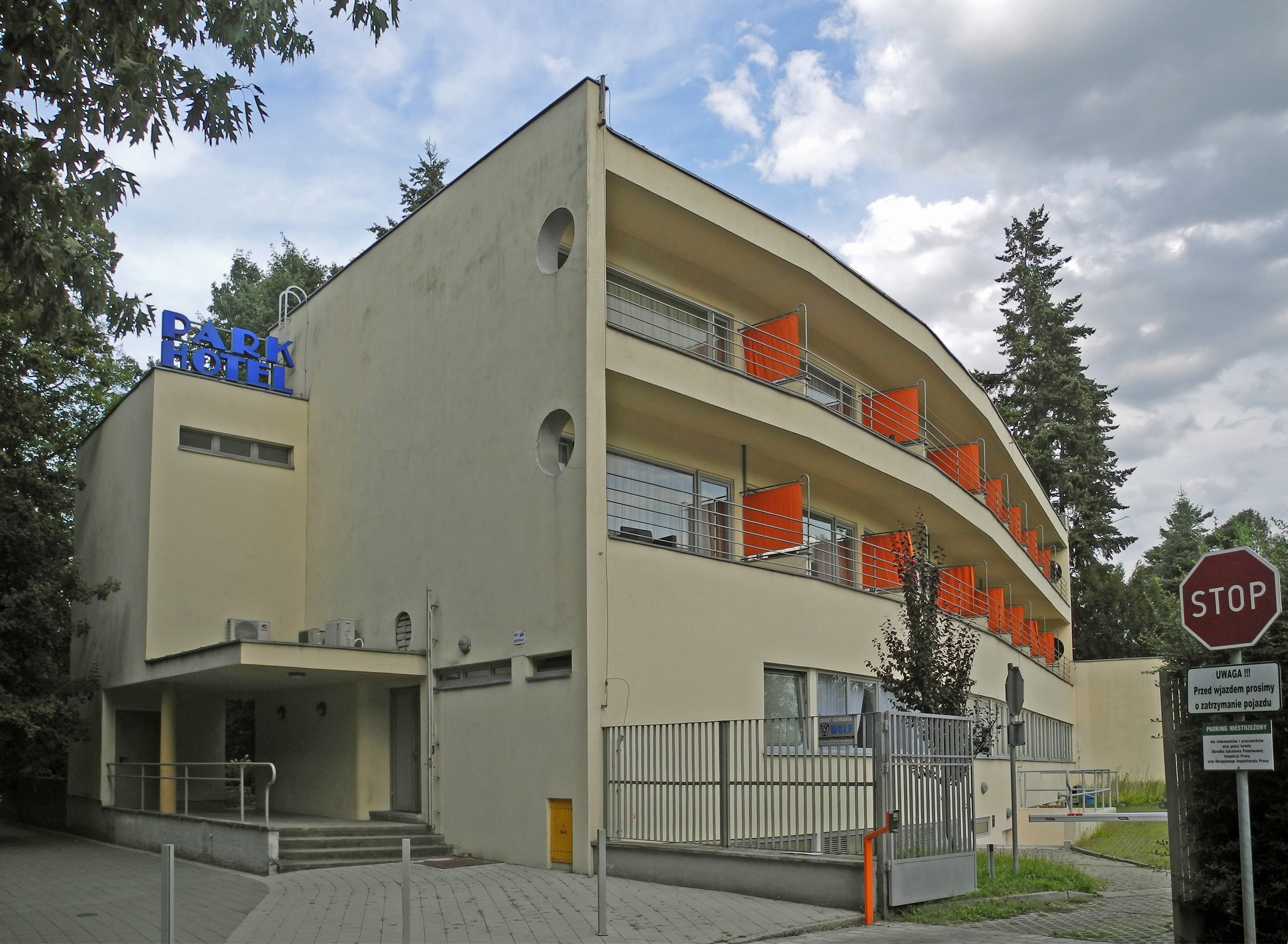
Ledigenheim in der WuWa-Werkbundausstellung in Breslau (1928–1929)
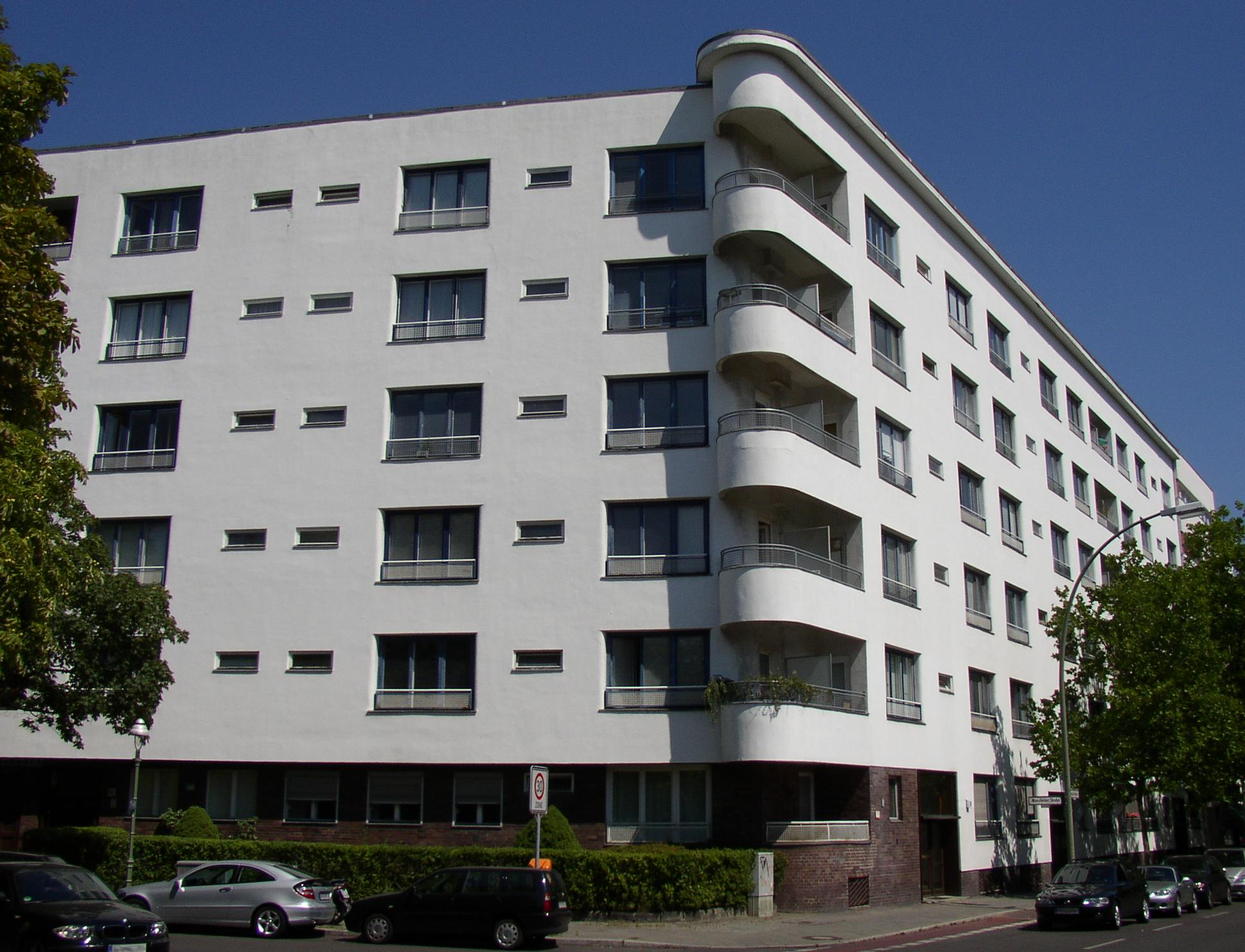
Apartmenthaus Hohenzollerndamm 35–36, Berlin-Wilmersdorf (1929–1930)
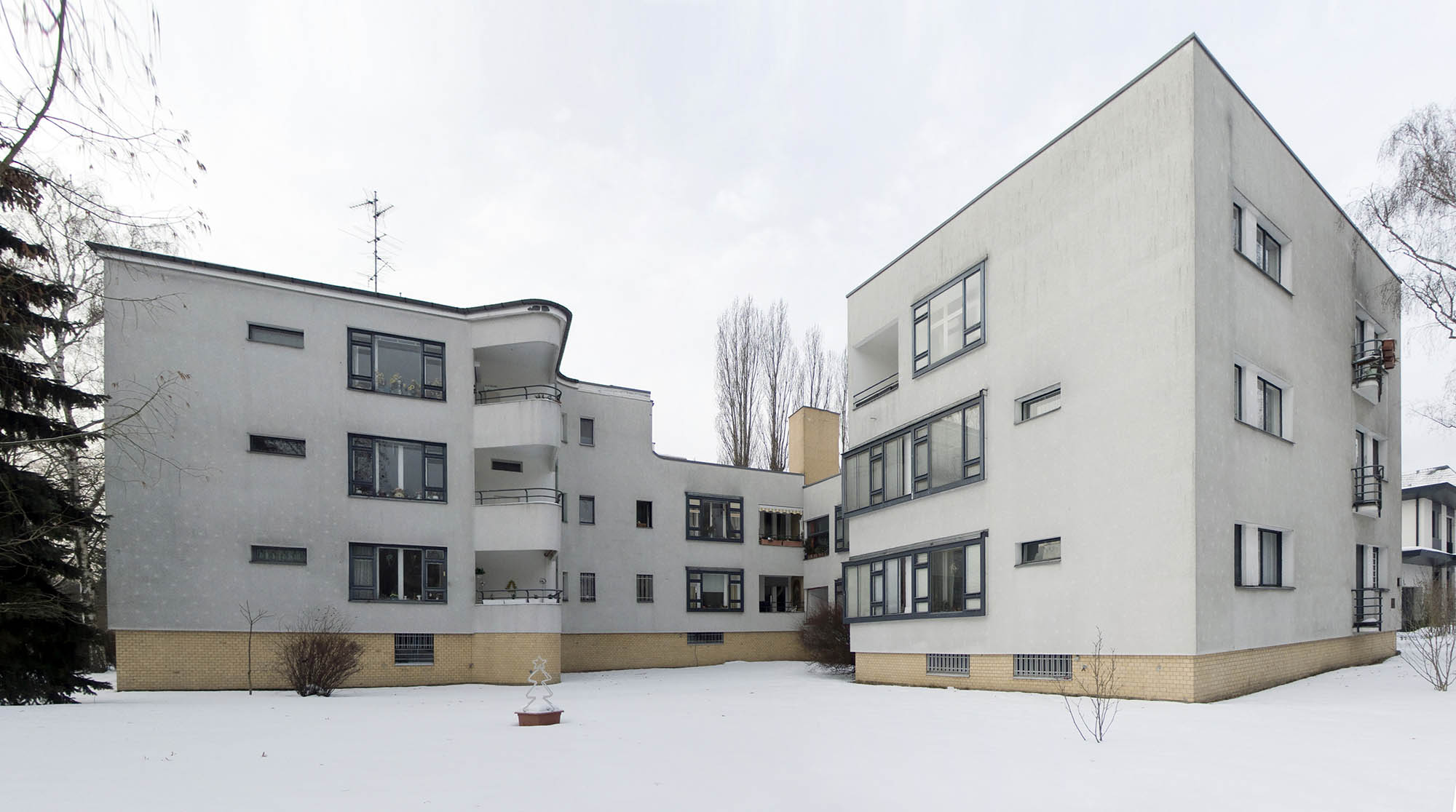
Apartmenthaus, Flinsberger Platz 3, Berlin-Schmargendorf (1931, mit Adolf Rading)
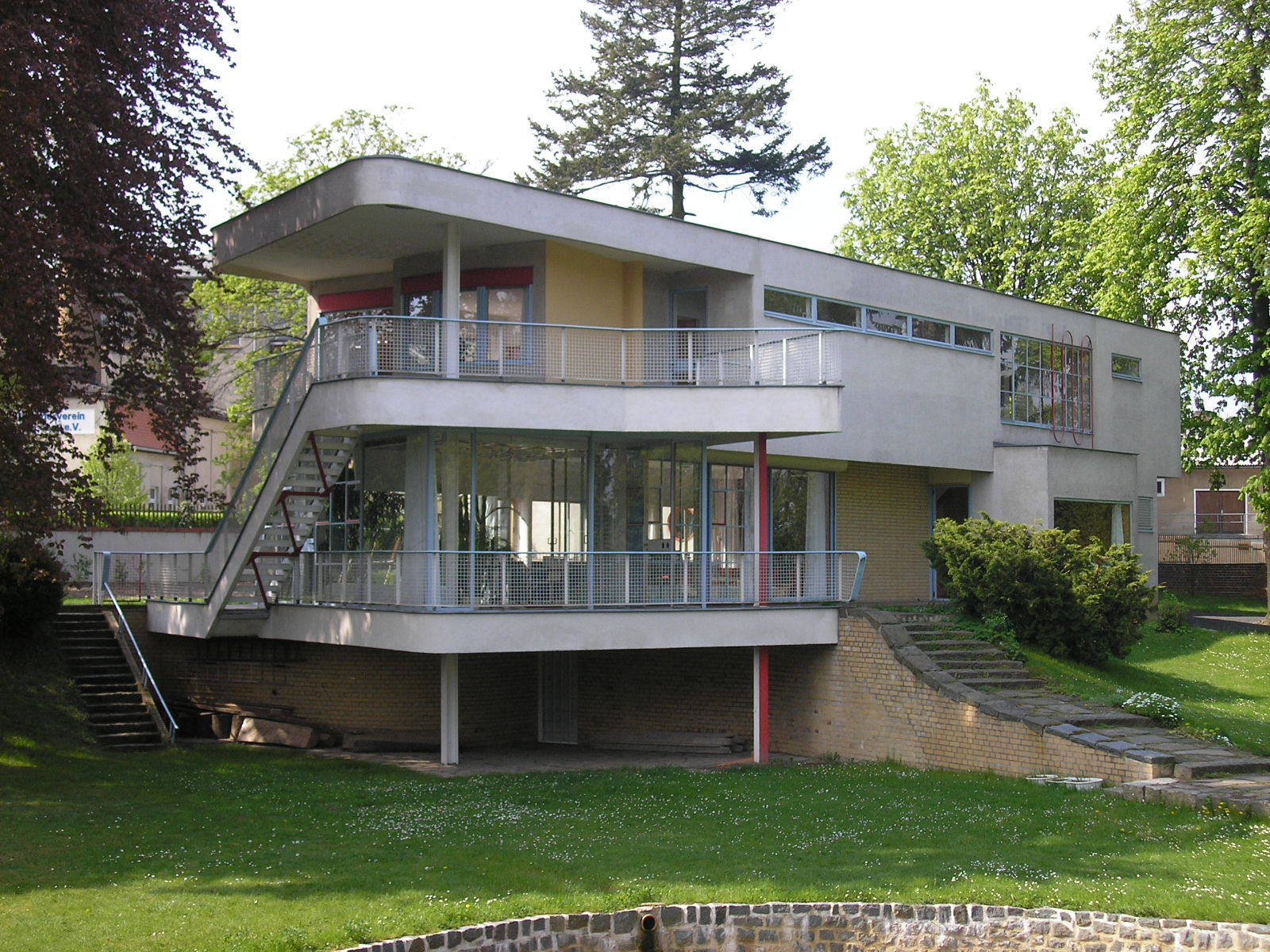
Haus Schminke in Löbau (1930–1933)
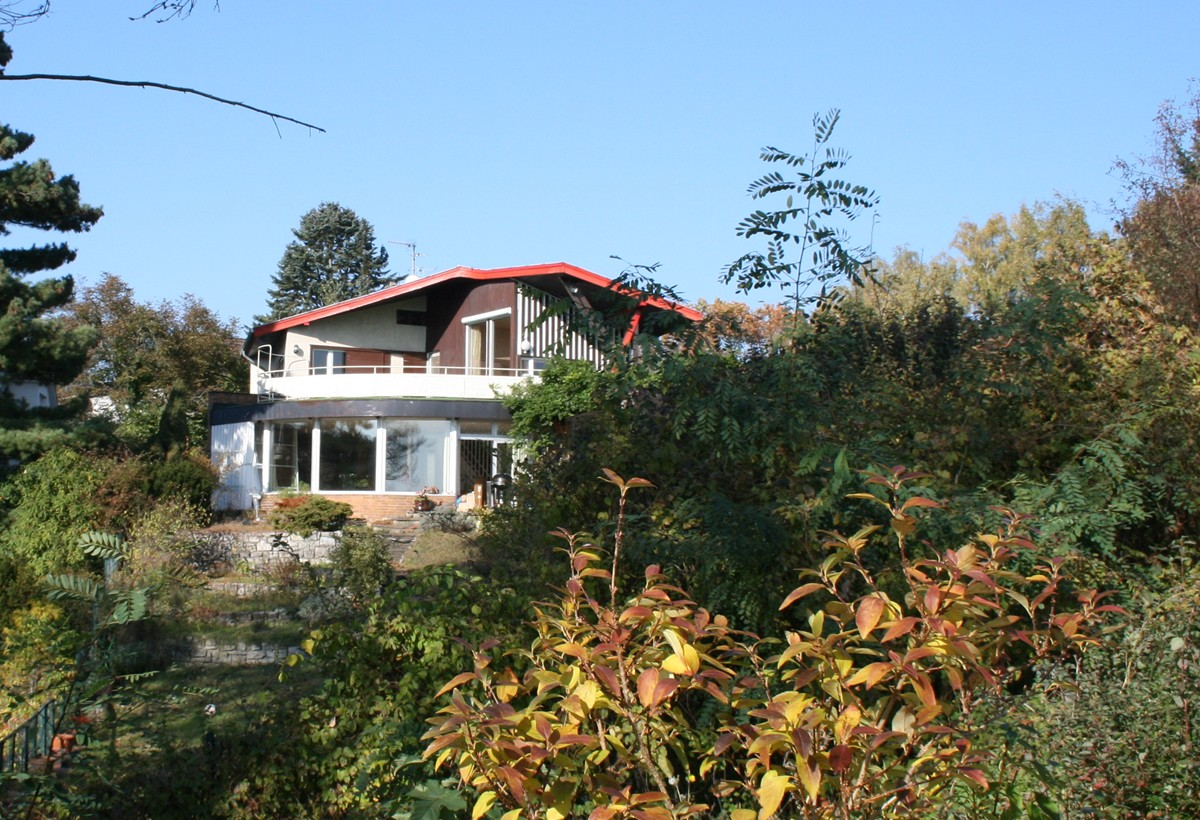
Haus Baensch, Berlin-Spandau, Höhenweg 9 (1935)
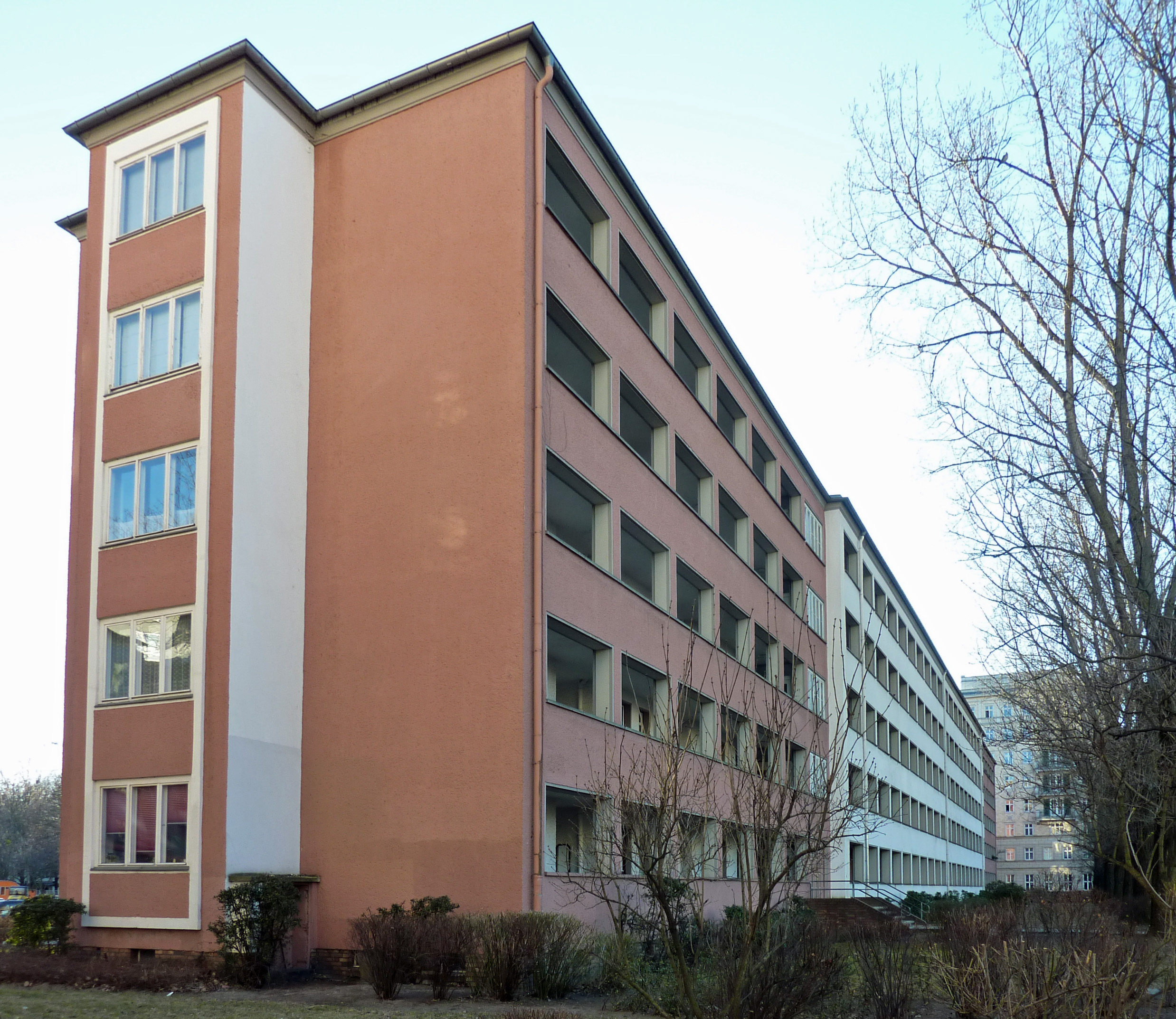
Laubenganghaus (Block 1), Berlin-Friedrichshain, Karl-Marx-Allee 126/128 (1950)
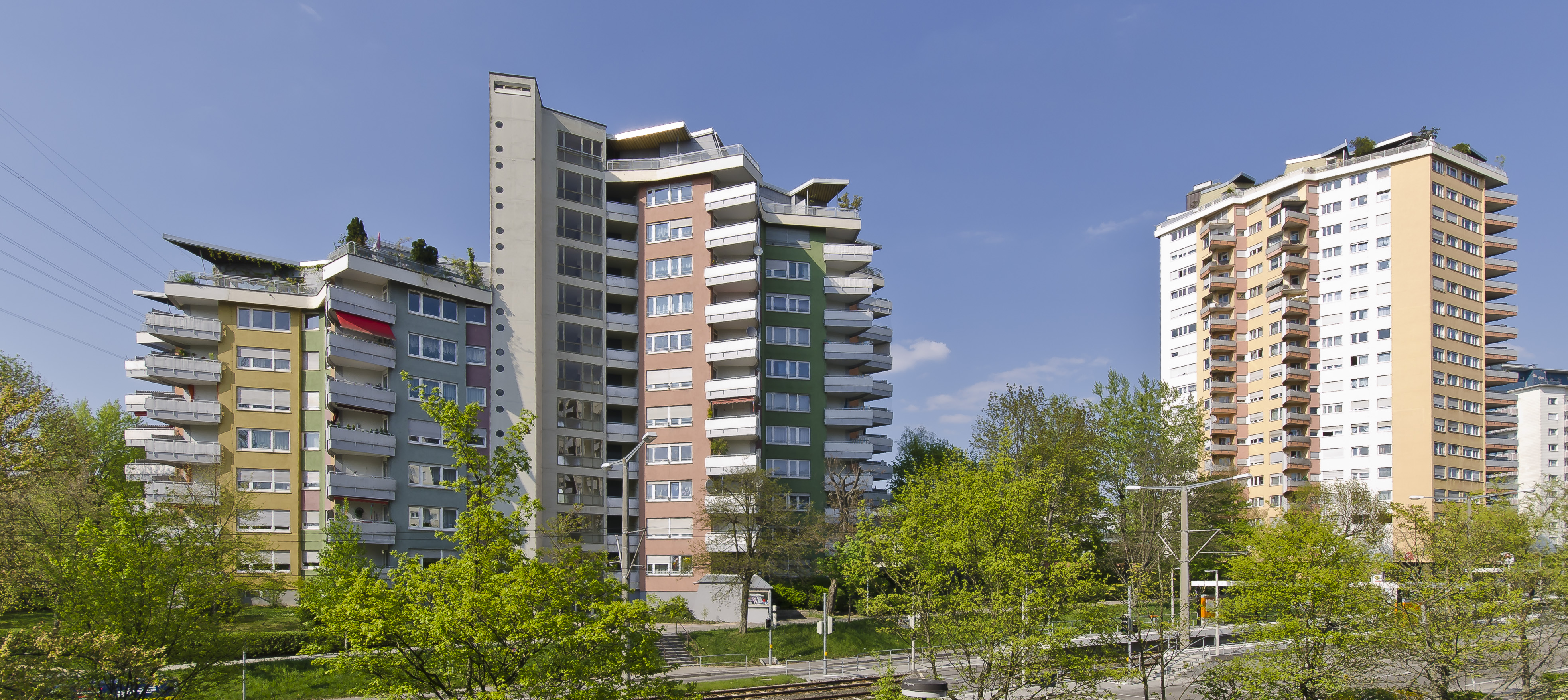
Hochhäuser Romeo und Julia, Stuttgart-Zuffenhausen (1954–1959)
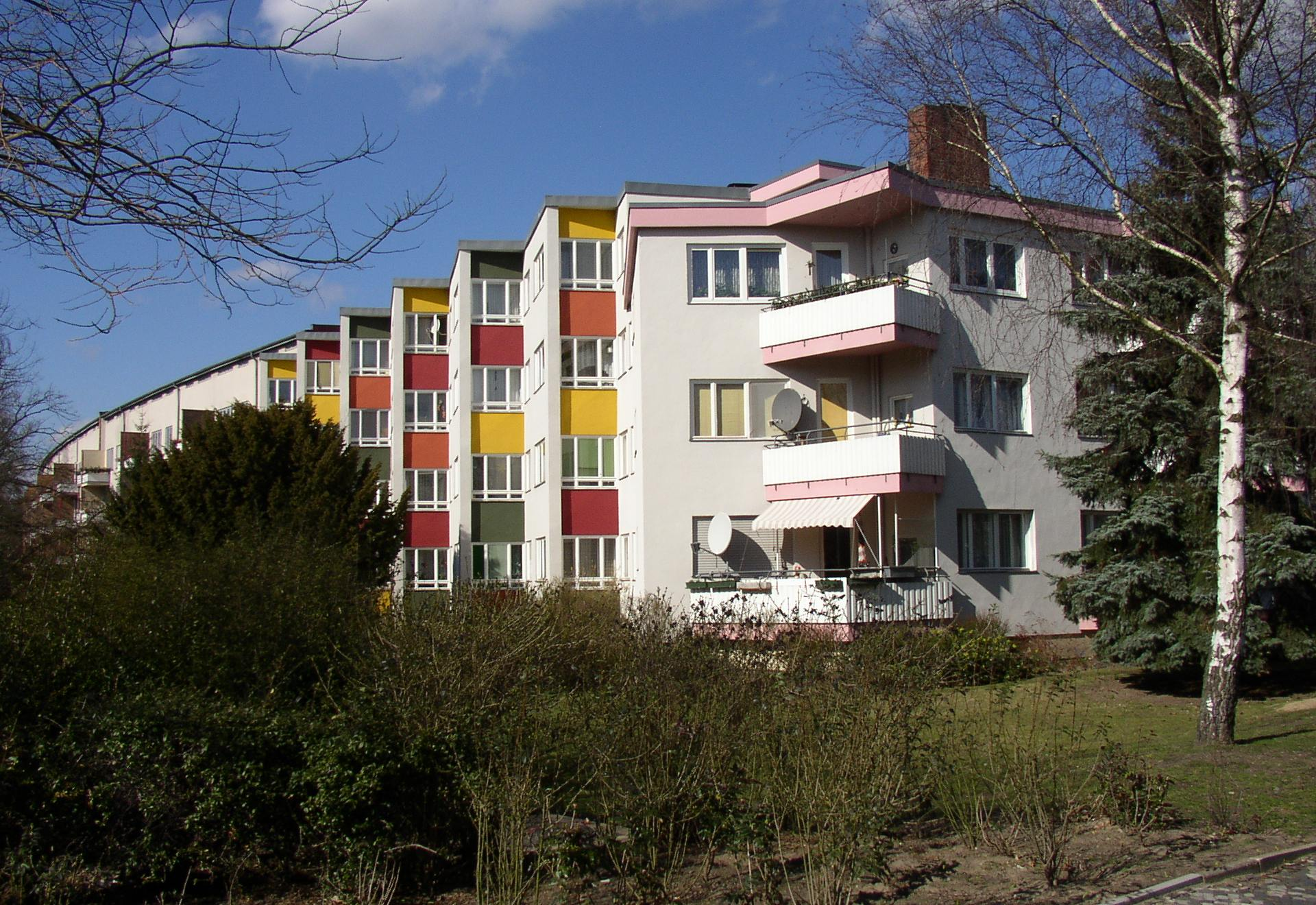
Laubenganghaus Goebelstraße, Berlin-Charlottenburg (1955–1956)
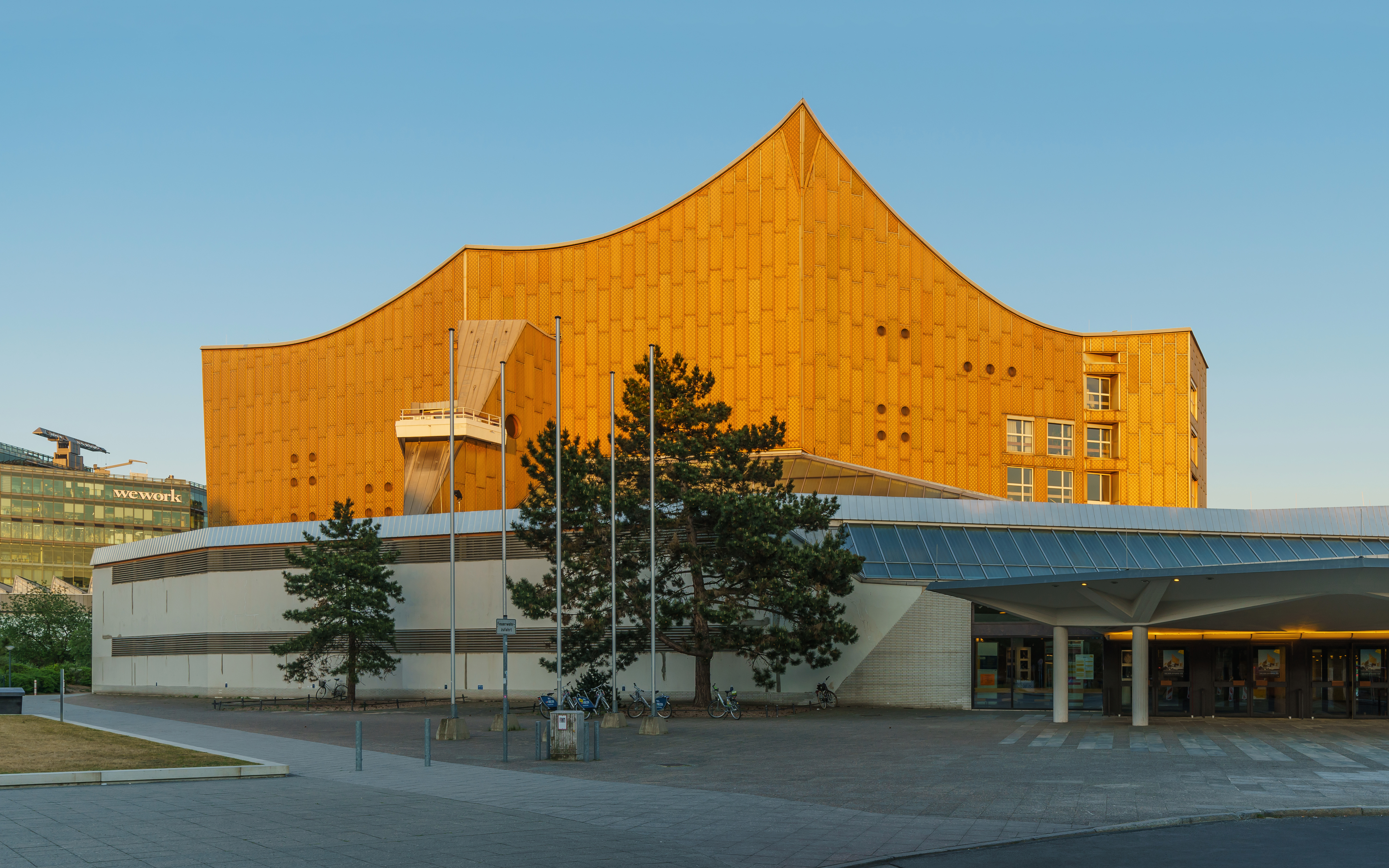
Die Philharmonie in Berlin (1956–1963)
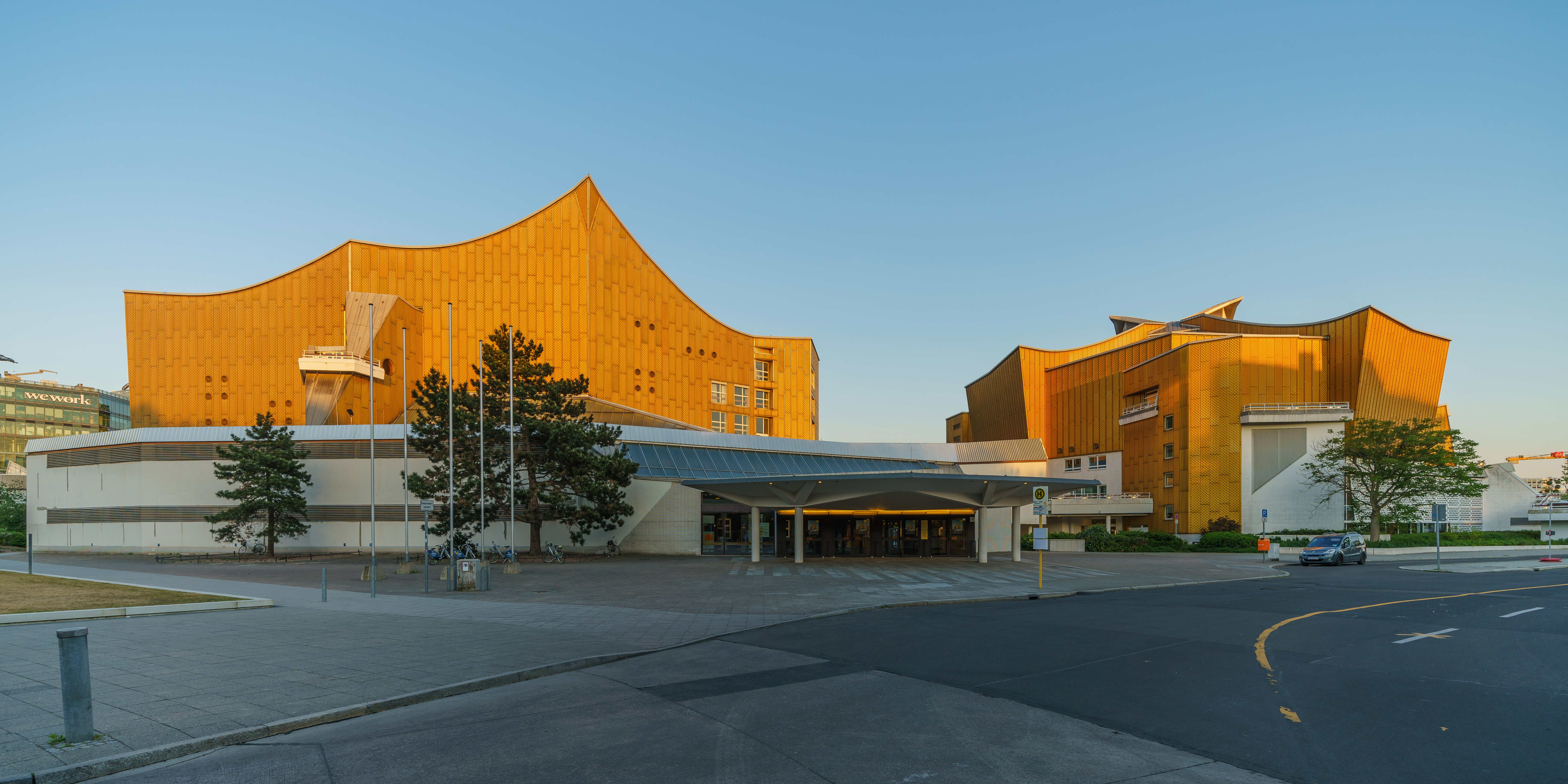
Kammermusiksaal (rechts) und Philharmonie in Berlin
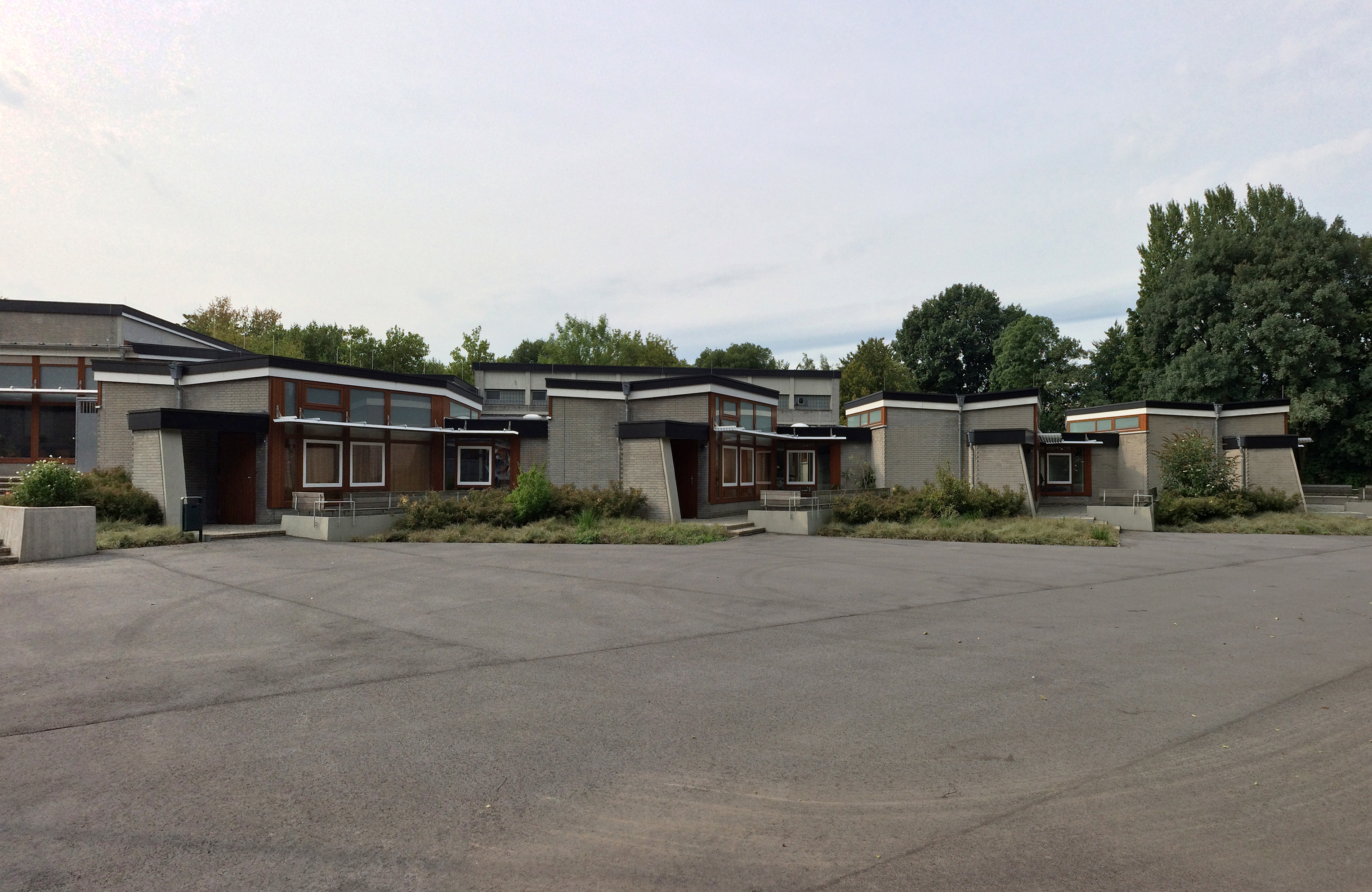
Scharounschule, Marl (1960–1971)
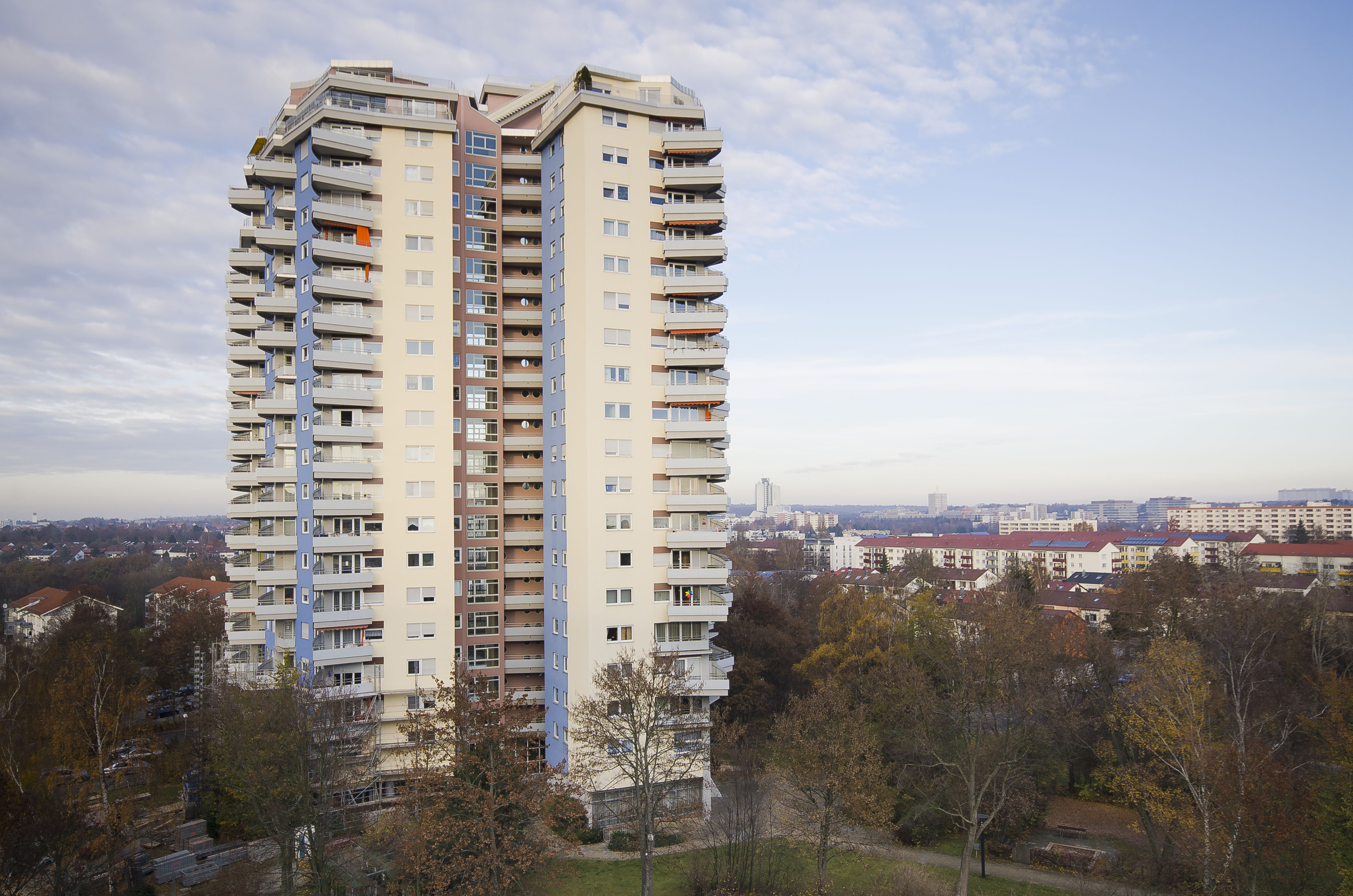
Hochhaus Salute, Stuttgart-Fasanenhof (1961–1963)
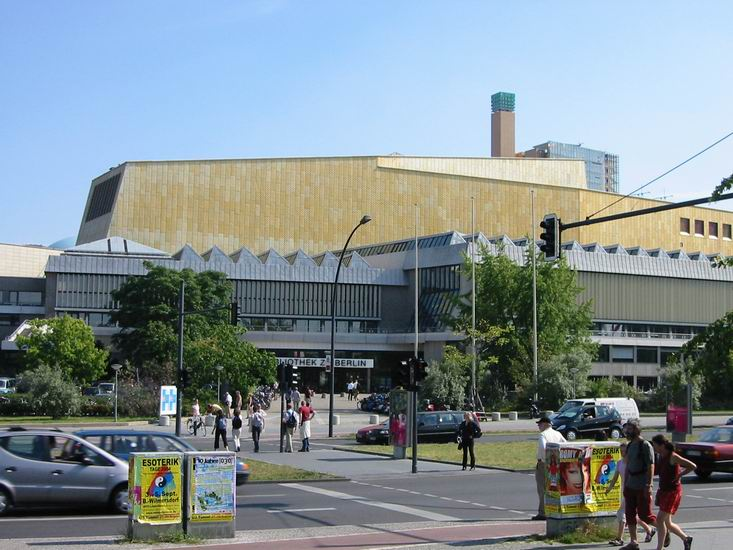
Neubau der Staatsbibliothek zu Berlin (1964–1978)
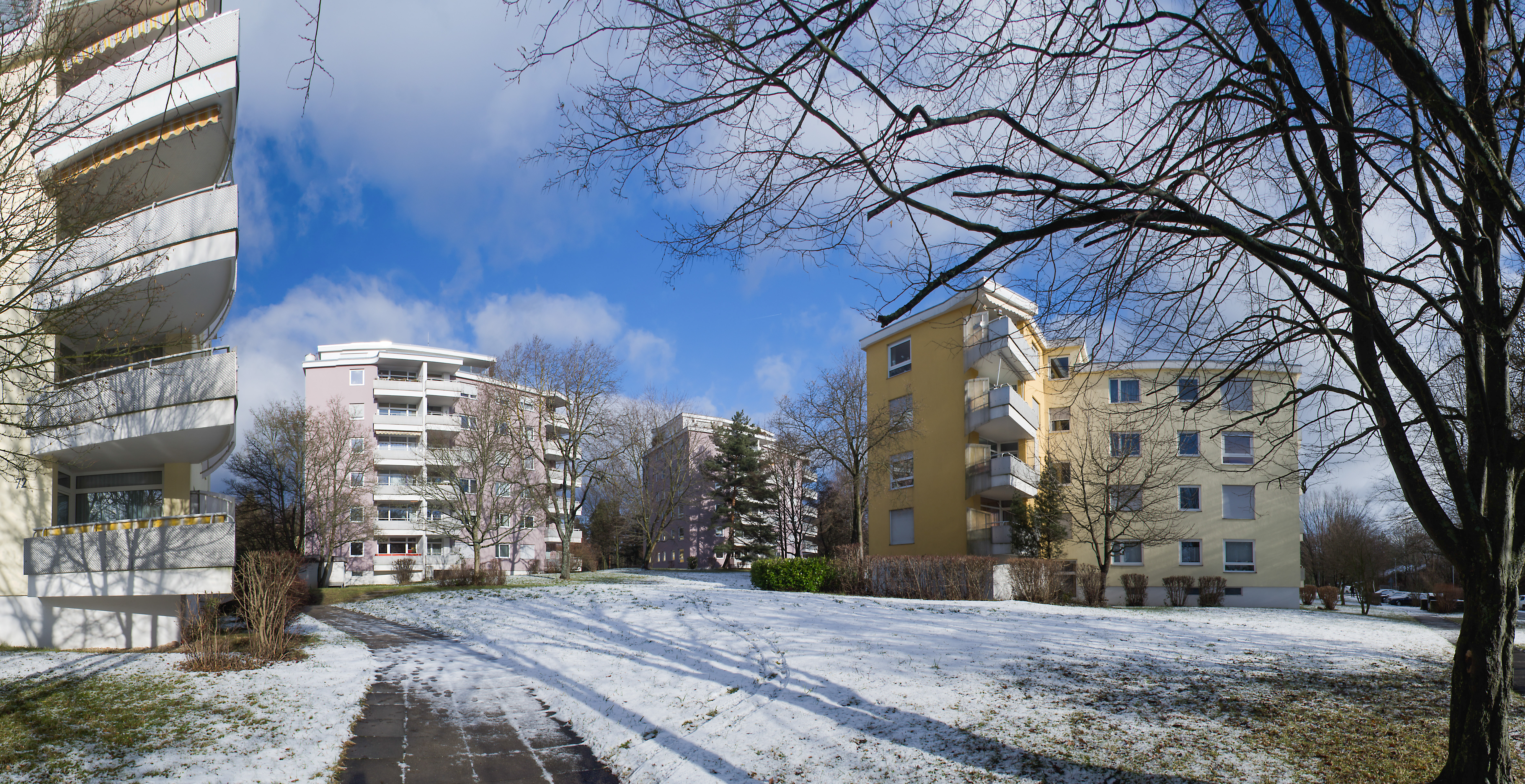
Wohngebiet Rauher Kapf, Böblingen (1965)
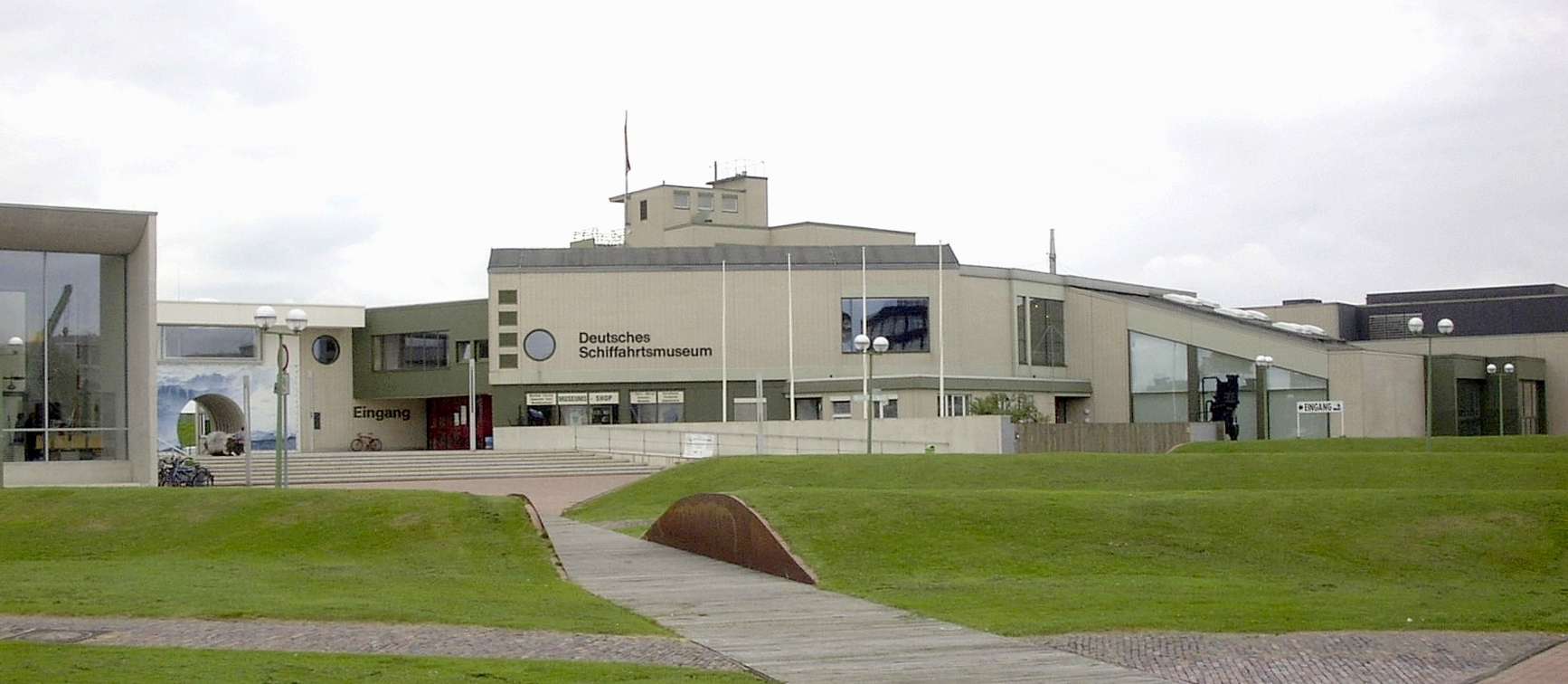
Deutsches Schifffahrtsmuseum, Bremerhaven (1969–1975)
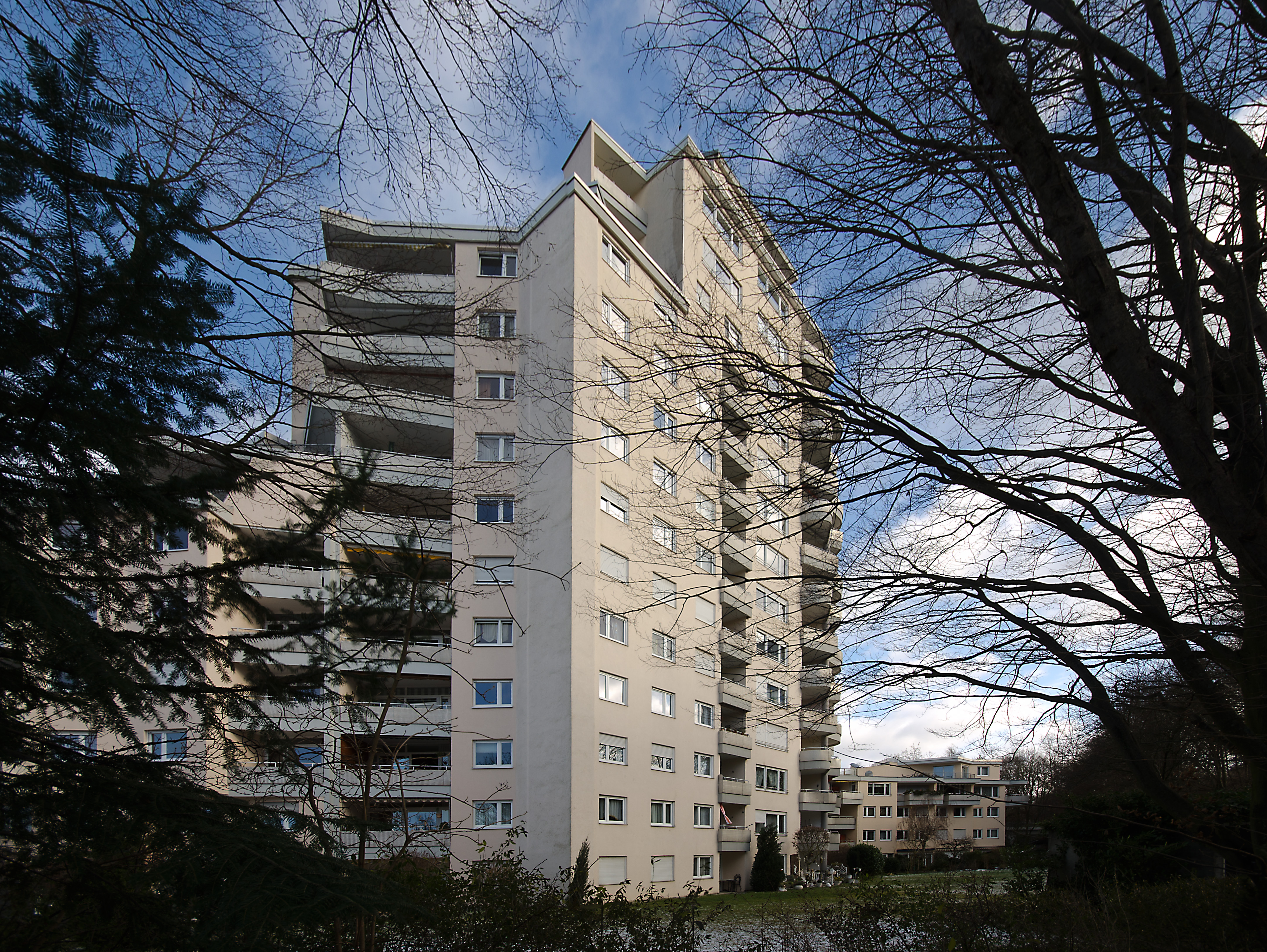
Wohnhochhaus Orplid, Böblingen (1971)
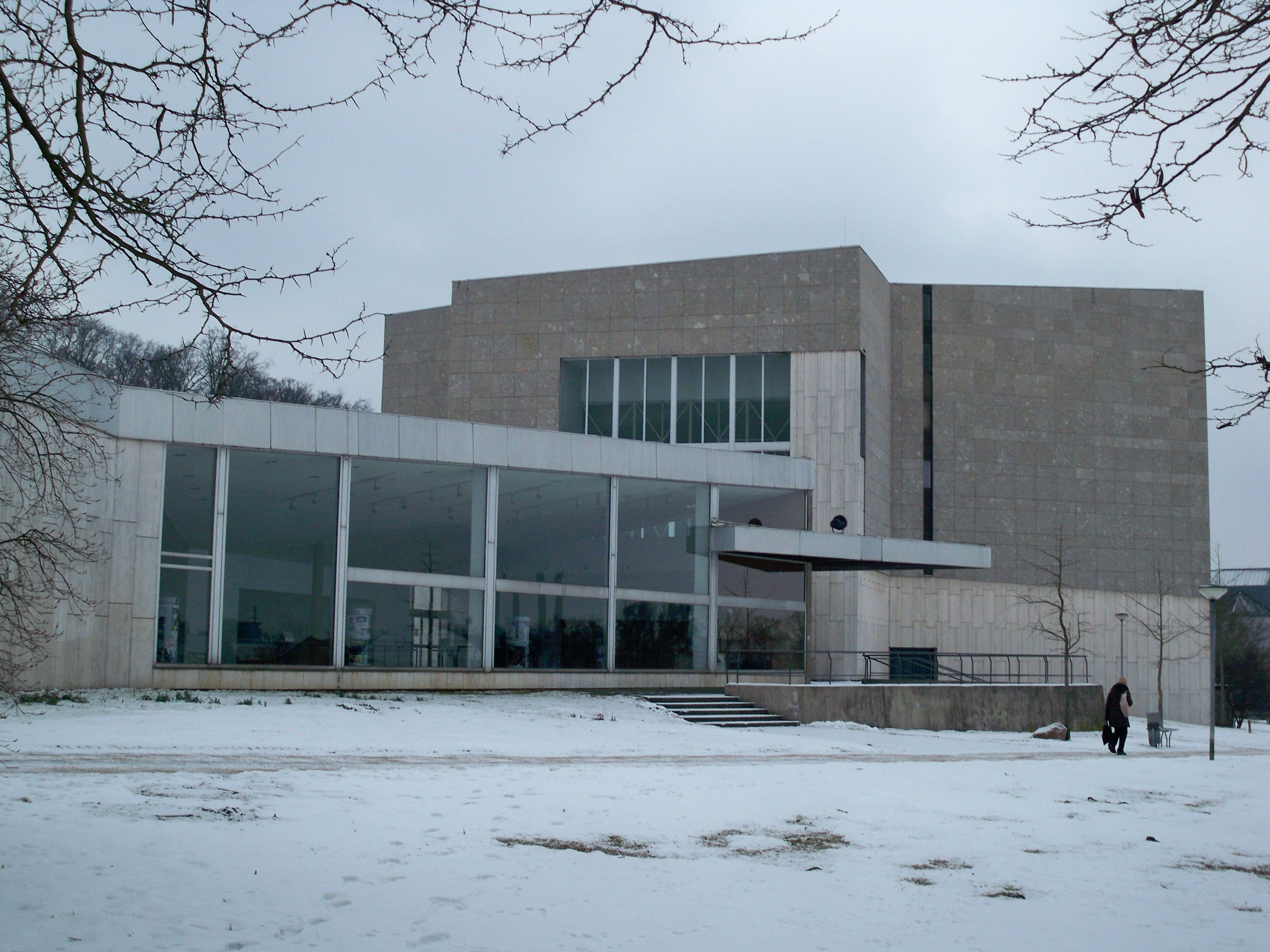
Scharoun-Theater Wolfsburg, 1973, ein Jahr nach Scharouns Tod eröffnet
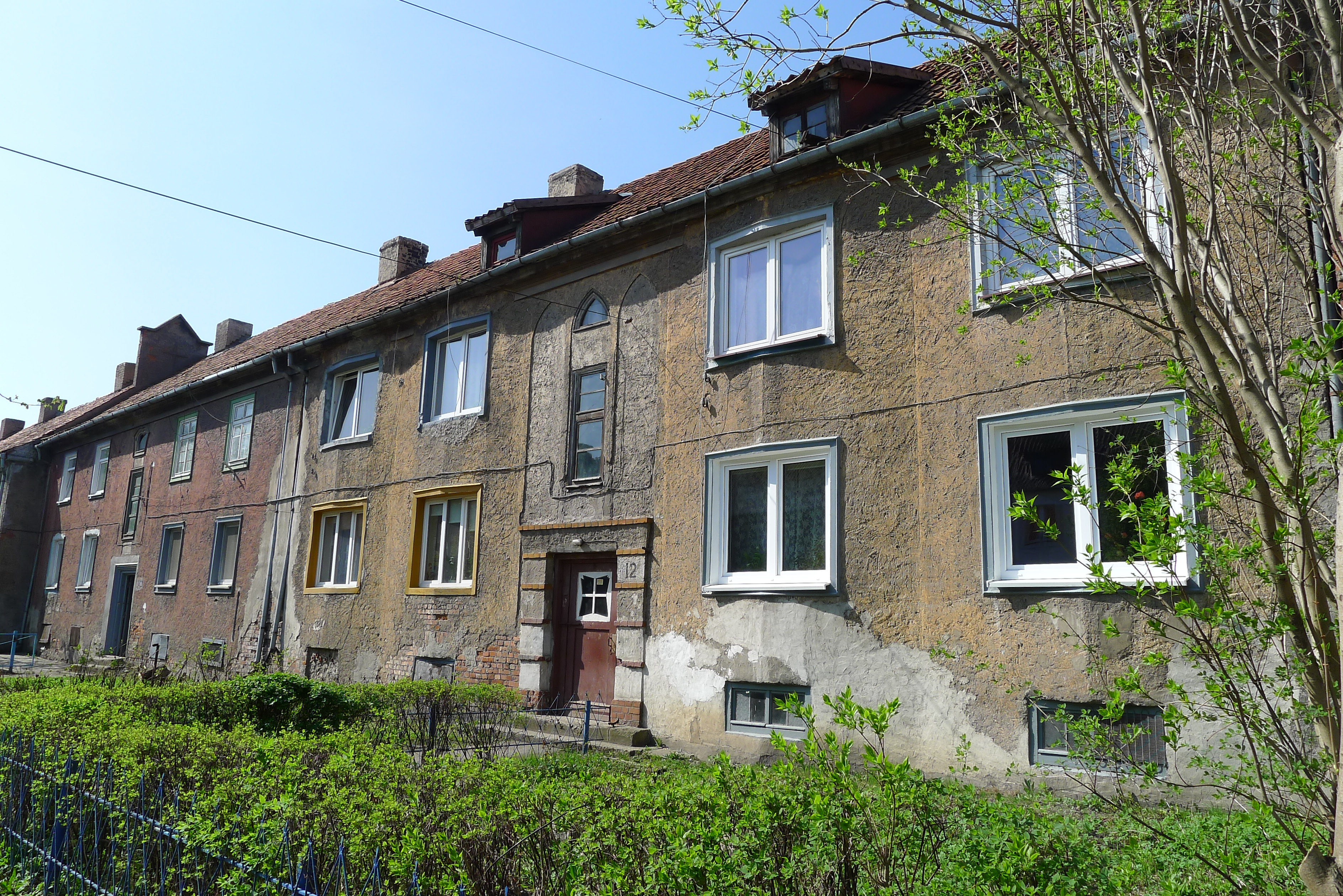
Siedlung „Bunte Reihe“ in Insterburg/Tschernjachowsk

### Bauten (Auswahl)
- 1916: Notkirche Walterkehmen (Ostpreußen)
- 1921–1924: Siedlung Bunte Reihe, ehemals Kamswyker Allee (heute Gagarinstraße), Insterburg heute Tschernjachowsk, Ostpreußen (Lage)[1][13]
- 1926: Mehrfamilienhäuser am Parkring, Insterburg und eine weitere Siedlung, beide waren 2013 nicht mehr existent.[14]
- 1925: Angestelltenwohnhäuser der Insterburger Spinnerei AG
- 1925: Einfamilienhaus Albat in Santillen (Ostpreußen)
- 1927: Einfamilienhaus für die Werkbundausstellung Die Wohnung in Stuttgart-Weißenhof, (Weißenhofsiedlung)
- 1929: Junggesellenwohnheim für die Werkbundausstellung „Wohnung und Werkraum“ in Breslau
- 1928–1929: Apartmenthaus am Kaiserdamm 25 in Berlin-Westend[15]
- 1929–1930: Apartmenthaus am Hohenzollerndamm 35/36 in Berlin-Wilmersdorf[16]
- 1931: Apartmenthaus, Flinsberger Platz 3, Kudowastraße 15, Berlin-Schmargendorf (gemeinsam mit Adolf Rading)[17]
- 1929–1934: Städtebaulicher Entwurf und Wohnbauten „Siemensstadt“ in Berlin-Siemensstadt[18]
- 1930–1933: Haus Schminke in Löbau (Sachsen), Kirschallee 1[19]
- 1934: Einfamilienhaus für Hermann Mattern und Herta Hammerbacher in Potsdam-Bornim[20]
- 1935: Einfamilienhaus Dr. Baensch in Berlin-Wilhelmstadt, Höhenweg 9 (mit Garten von Hermann Mattern)[21]
- 1935: Einfamilienhaus Hoffmeyer in Bremerhaven, Friesenstraße 6[22]
- 1935: Einfamilienhaus Moll in Berlin-Grunewald
- 1937: Landhaus Ferdinand Möller in Zermützel (bei Neuruppin)[23]
- 1938: Einfamilienhaus Bonk in Potsdam-Bornim[24]
- 1938: Haus Scharf in Berlin-Schmargendorf, Miquelstr. 39a (mit Garten von Hermann Mattern)[25][26]
- 1938–1939: Wohnhaus für Anne-Marie und Fritz Weigand, Hohen Neuendorf, OT Borgsdorf, Breitscheidstr. 46
- 1939–1940: Einfamilienhaus für Kurt Mohrmann in Berlin-Lichtenrade, Falckensteinstraße 10[27]
- 1939–1940: Einfamilienhaus für Fritz Endell in Berlin-Wannsee, Am Kleinen Wannsee 30b[26]
- 1949–1951 Laubenganghäuser (Berlin-Friedrichshain) in der Berliner Karl-Marx-Allee 102/104 und 126/128 (denkmalgeschützt) mit Ludmilla Herzenstein, Karl Brockschmidt und Helmut Riedel
- 1954–1959: Wohnhochhaus-Gruppe „Romeo & Julia“ in Stuttgart-Rot, Schozacher Straße 40, Schwabbacher Straße 15
- 1955–1960: Wohnsiedlung „Charlottenburg-Nord“ in Berlin-Charlottenburg-Nord
- 1956–1962: Mädchengymnasium (heute Geschwister-Scholl-Gesamtschule Lünen) in Lünen[28] (2011–2013 für rd. 8,5 Mill. EUR denkmalgerecht saniert.)[29]
- 1957–1963: Konzerthaus des Berliner Philharmonischen Orchesters in Berlin-Tiergarten
- 1958: Einfamilienhaus Wieloch in Lünen, Ernst-Becker-Str. 55
- 1960–1971: Scharounschule Marl in Marl, Westfalenstraße
- 1961–1963: Wohnhochhaus „Salute“ in Fasanenhof (Stuttgart), Sautterweg 5
- 1962: Bebauungsplan Mehringplatz, Berlin
- 1962–1968: Institute der Fakultät für Architektur der TU Berlin (mit Bernhard Hermkes)[30]
- 1963–1966: Wohnquartier Rauher Kapf, in Böblingen, Taunusstraße 50–72
- 1964–1969: Stephanus-I-Kindergarten in Wolfsburg-Detmerode
- 1964–1971: Botschaftsgebäude der Bundesrepublik Deutschland in Brasília
- 1965–1967: Johannes-Kirche der Christengemeinschaft in Altenbochum, Im Glockengarten, genannt Scharoun-Kirche[31][32][33]
- 1966–1971: Wohnhochhaus Orplid in Böblingen, Genkerstraße 35
- 1966–1973: Scharoun-Theater Wolfsburg
- 1967–1970: AOK-Hauptverwaltung, Mehringplatz 15, Berlin-Kreuzberg
- 1967–1978: Staatsbibliothek der Stiftung Preußischer Kulturbesitz in Berlin-Tiergarten (gemeinsam mit Edgar Wisniewski)
- 1969: Stadttheater Rüsselsheim
- 1969–1971: Hochhausgruppe in der Schwarzwaldsiedlung in Berlin-Waidmannslust
- 1969–1975: Deutsches Schifffahrtsmuseum Bremerhaven

### Entwürfe (Auswahl)
- Wettbewerbsentwurf für den Domplatz in Prenzlau, 1. Preis (1919)
- Wettbewerbsentwurf für das Deutsche Hygiene-Museum in Dresden (1920)
- Wettbewerbsentwurf für den Neubau eines Hochhauses am Bahnhof Friedrichstraße in Berlin (1922)
- Wettbewerbsentwurf für den Neubau des Rathauses in Ulm (1925)
- Wettbewerbsentwurf für den Neubau eines Schulkomplexes Schlichtallee / Fischerstraße in Berlin-Lichtenberg (1927)
- Wettbewerbsentwurf für eine Stadthalle und Ausstellungshallen in Bremen (1928)
- Wettbewerbsentwurf für die Liederhalle in Stuttgart, 1. Preis (1949)
- Wettbewerbsentwurf für den Neubau des Leipziger Opernhauses (1950)
- Wettbewerbsentwurf für die Amerika-Gedenkbibliothek in Berlin (1951)
- Entwurf für eine Volksschule in Darmstadt (1951, im Rahmen der „Darmstädter Meisterbauten“, nicht ausgeführt)
- Wettbewerbsentwurf für die Bebauung der Insel Helgoland (1952)
- Wettbewerbsentwurf für den Neubau des Staatstheaters in Kassel, 1. Preis (1952)
- Wettbewerbsentwurf für das Nationaltheater in Mannheim, 3. Preis (1953)

### Schriften
- 1925 Antrittsvorlesung an der Staatlichen Akademie für Kunst und Kunstgewerbe Breslau
- Vorwort zu: Architektur der Welt: Barock, Italien und Mitteleuropa. Reihe: Architektur der Welt. Hrsg. von Pierre Charpentrat, Henri Stierlin. Abb. Peter Heman. Taschen, Berlin 1964 u. ö., zuletzt 1990 (Bildband)

### Grafisches Werk
- Zwölf Zeichnungen. Akademie der Künste, Berlin 1993, Mappe, ohne ISBN (Grafik von 1910 bis 1945)

### Nachlass
Der überwiegende Teil des Nachlasses von Scharoun ist in der Abteilung Baukunst der Akademie der Künste (Berlin) archiviert.

### Gesamtdarstellungen
- Carsten Krohn: Hans Scharoun. Bauten und Projekte. Birkhäuser Verlag, Basel/Berlin/Boston 2018, ISBN 978-3-0356-0679-9.
- Jörg C. Kirschenmann, Eberhard Syring: Hans Scharoun. Außenseiter der Moderne. Taschen, Köln 2004, ISBN 3-8228-2449-6.
- Peter Blundell Jones: Hans Scharoun. Phaidon Press, London 1995, ISBN 0-7148-2877-7 (englisch).
- Jörg C. Kirschenmann, Eberhard Syring: Hans Scharoun. Die Forderung des Unvollendeten. Deutsche Verlagsanstalt, Stuttgart 1993, ISBN 3-421-03048-0.
- Peter Pfankuch (Hrsg.): Hans Scharoun. Bauten, Entwürfe, Texte. Schriftenreihe der Akademie der Künste, 10. Berlin 1974, Neuauflage 1993, ISBN 3-88331-971-6.
- Peter Blundell Jones: Hans Scharoun. Eine Monographie. Krämer, Stuttgart 1980, ISBN 3-7828-1447-9.
- Nicola Borger-Keweloh: Scharoun, Hans. In: Heike Schlichting (Hrsg.): Lebensläufe zwischen Elbe und Weser, Ein biographisches Lexikon. Band 3. Stade 2018, S. 268–272.

### Einzelaspekte
- Manfred Walz, Peter Strege, Hartmut Dreier (Hrsg.): Hans Scharoun im Ruhrgebiet. Entwerfen und Bauen für das Leben. Berlin Story Verlag, Berlin 2017, ISBN 978-3-95723-128-4
- Birgit Gropp, mit Dietrich Scholle: Die Bauten von Hans Scharoun in Westfalen. Westfälische Kunststätten, 120. Westfälischer Heimatbund, Münster 2016 ISSN 0930-3952[35]
- Elke Sohn: Zum Begriff der Natur in Stadtkonzepten anhand der Beiträge von Hans Bernhard Reichow, Walter Schwagenscheidt und Hans Scharoun zum Wiederaufbau nach 1945. LIT-Verlag, Münster 2008, ISBN 978-3-8258-9748-2
- Martin Petsch: Borgsdorf – Zwischen >>anständiger<< Baugesinnung und Moderne: Das Haus Weigand von Hans Scharoun. In: Brandenburgische Denkmalpflege, 22, 2003, Heft 2, S. 17–26
- Paolo Vincenzo Genovese: Hans Scharoun. Scuola a Lünen Torino 2001 (italienisch)
- Christina Threuter: „Organisches Bauen“ versus „Nationaler Stil“. Hans Scharoun und das Scheitern seiner Tätigkeit in der DDR. In: Holger Barth (Hrsg.): Grammatik sozialistischer Architekturen. Lesarten historischer Städtebauforschung zur DDR. Berlin 2001, S. 279–292.
- Christina Threuter: Hans Scharouns Architekturzeichnungen aus der Zeit von 1939 bis 1945. Peter Lang, Frankfurt 1994
- Otto Maier: Bauen als Philosophie. Hans Scharoun zum 100. Geburtstag In: Baumeister, 9/1993, S. 5
- J. Christoph Bürkle: Hans Scharoun und die Moderne. Ideen, Projekte, Theaterbau. Frankfurt 1986 (Neufassung: Artemis, 1993, ISBN 3-7608-8139-4)
- Achim Wendschuh (Hrsg.): Hans Scharoun. Zeichnungen, Aquarelle, Texte. In: Schriftenreihe der Akademie der Künste, 22. Berlin 1993, ISBN 3-88331-972-4
- Edgar Wisniewski: Die Berliner Philharmonie und ihr Kammermusiksaal. Der Konzertsaal als Zentralraum. Gebr. Mann Verlag, Berlin 1993, ISBN 3-7861-1714-4
- Eckehard Janofske: Architektur-Räume, Idee und Gestalt bei Hans Scharoun. Braunschweig 1984
- Eberhard Roters: Galerie Ferdinand Möller. Gebr. Mann, Berlin 1984, ISBN 3-7861-1181-2
- Eva-Maria Barkhofen: Hans Scharoun – Architektur auf Papier. Visionen aus vier Jahrzehnten (1909–1945). Deutscher Kunstverlag, Berlin/München 2022, ISBN 978-3-422-98763-0.
- Wolf-Dieter Krück: Hans Scharoun – Ein Wegbereiter modernen Bauens. In: Berlinische Monatsschrift (Luisenstädtischer Bildungsverein). Heft 2, 1999, ISSN 0944-5560, S. 54–57 (luise-berlin.de).